# Hà Tiên
Hà Tiên là một thành phố cũ nằm ở phía tây bắc tỉnh Kiên Giang, Việt Nam.
Thành phố Hà Tiên trước đây thuộc địa bàn huyện Hà Tiên thuộc tỉnh Rạch Giá và sau đó thuộc tỉnh Kiên Giang, thuộc vùng kinh tế trọng điểm vùng đồng bằng sông Cửu Long và nằm trong vùng tam giác vàng du lịch của tỉnh: Rạch Giá - Hà Tiên - Phú Quốc và các huyện phụ cận.
Hiện nay, thành phố Hà Tiên không phải là tỉnh lỵ của tỉnh Kiên Giang. Tuy nhiên, Hà Tiên lại từng là tỉnh lỵ của tỉnh Hà Tiên cũ vào thời Pháp thuộc trước năm 1956. Đặc biệt, Hà Tiên lại là lỵ sở của toàn bộ tỉnh Hà Tiên vào thời nhà Nguyễn độc lập. Địa bàn tỉnh Hà Tiên khi đó bao gồm tỉnh Kiên Giang, tỉnh Cà Mau và một phần các thành phố Cần Thơ, Cà Mau ngày nay. Thành phố Hà Tiên hiện đang là đô thị loại III.

## Địa lý
Thành phố Hà Tiên nằm ở phía tây tỉnh Kiên Giang, cách thành phố Rạch Giá 88 km, cách Thành phố Hồ Chí Minh 350 km, có vị trí địa lý:
- Phía bắc giáp tỉnh Kampot của Vương quốc Campuchia với đường biên giới dài 13,7 km
- Phía đông giáp huyện Giang Thành
- Phía nam giáp huyện Kiên Lương
- Phía tây giáp Vịnh Thái Lan với đường bờ biển dài 26 km.

Thành phố Hà Tiên có diện tích 107,92 km², dân số năm 2020 là 48.644 người, mật độ dân số đạt 451 người/km².

### Điều kiện tự nhiên

#### Địa hình

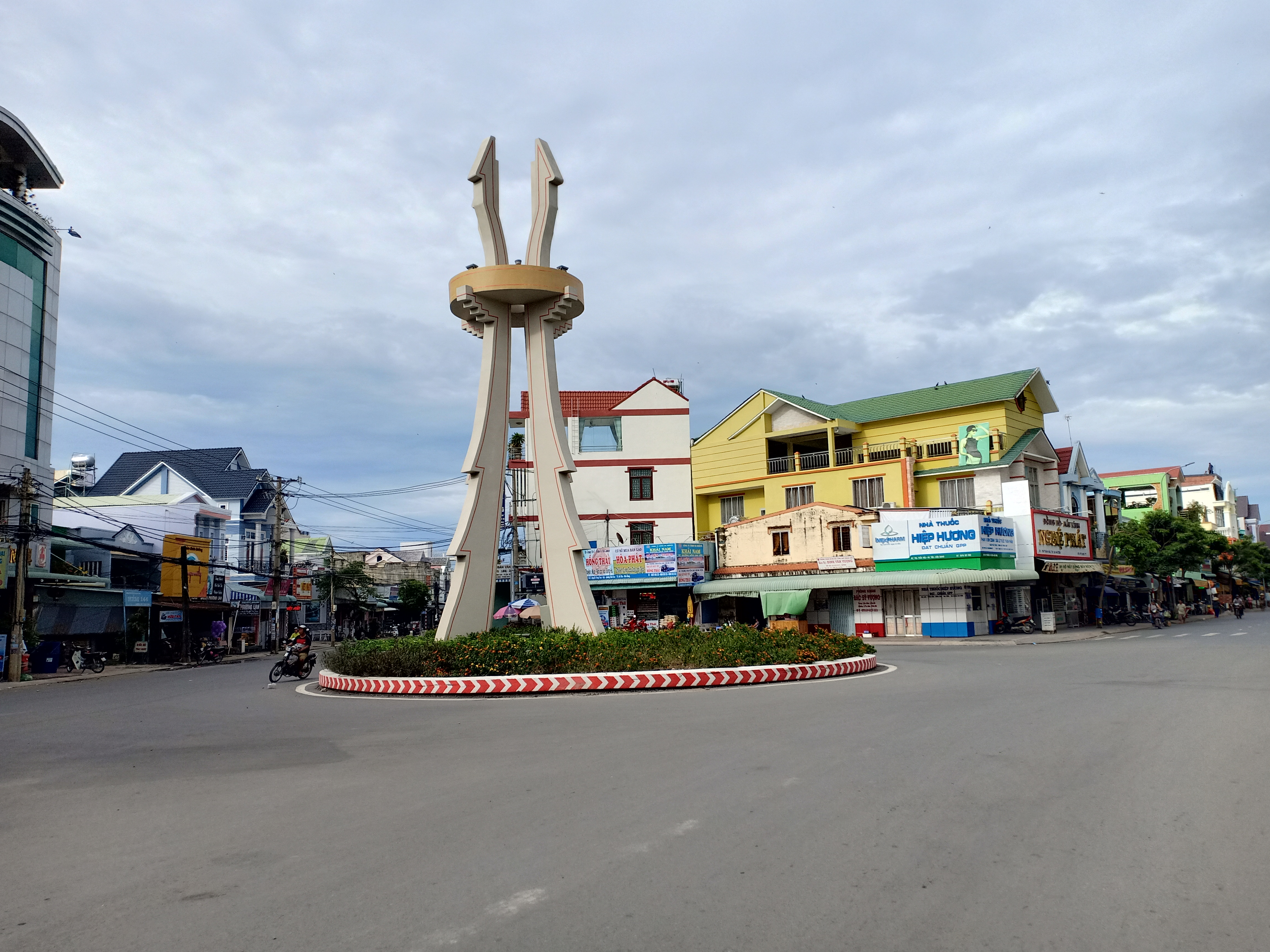
Phố thị thành phố Hà Tiên hiện nay

Thành phố Hà Tiên là một dải đất hẹp nằm ven biển, với đầy đủ các dạng địa hình: vũng, vịnh, đồng bằng, núi, sông, hang động, hải đảo,... tạo nên nhiều cảnh quan đẹp. Được ví như Vịnh Hạ Long thu nhỏ.
Sông Giang Thành bắt nguồn từ Campuchia, chảy vào khu vực Hà Tiên, dài khoảng 23 km. Sông đổ vào vũng Đông Hồ với chiều rộng cửa sông trên 200 m. Sông Giang Thành nối liền với kênh Vĩnh Tế tạo nên tuyến đường thủy quan trọng từ phường Châu Đốc đến phường Hà Tiên. Ngoài ra còn có sông Tô Châu và kênh Hà Tiên - Rạch Giá.
Các ngọn núi trên địa bàn thành phố hầu hết đều là những thắng cảnh như: núi Tô Châu, núi Đá Dựng, núi Bình San, núi Thạch Động, núi Đề Liêm,... Ven biển Hà Tiên có nhiều bãi biển đẹp như: bãi biển Lộc Trĩ (bãi biển Mũi Nai). Ngoài khơi có quần đảo Hải Tặc với nhiều đảo đẹp, có tiềm năng du lịch, tuy còn hoang sơ nhưng rất triển vọng phát triển du lịch biển đảo.
Hà Tiên với nhiều cảnh đẹp (Hà Tiên thập vịnh) đã là đề tài xướng họa của Tao đàn Chiêu Anh Các dưới thời Đô đốc Mạc Thiên Tứ (Mạc Thiên Tích) cai quản xứ sở này.

#### Khí hậu
Hà Tiên nằm trong vùng nhiệt đới gió mùa cận xích đạo, khí hậu ở đây có những đặc điểm chính như sau: Số giờ nắng trung bình từ 6,5 đến 7,5 giờ/ngày. Năng lượng bức xạ trung bình 150 - 160 kcal/cm² năm. Nhiệt độ trung bình hàng năm khoảng 27 °C, nhiệt độ trung bình thấp nhất là 23,9 °C, thường rơi vào khoảng tháng 12 - tháng 1; nhiệt độ cao nhất là 30,20 °C, thường rơi vào tháng 4 - 5. Nhiệt độ tuyệt đối thấp nhất có lần đo được là 14,8 °C, nhiệt độ tuyệt đối cao nhất là 37,6 °C. Độ ẩm trung bình 81,9%. Mùa mưa từ tháng 5 đến tháng 10, có nhiều năm mùa mưa đến sớm và kết thúc muộn hơn các khu vực khác của đồng bằng sông Cửu Long. Lượng mưa lớn, trung bình 2.118 mm/năm.

#### Tài nguyên

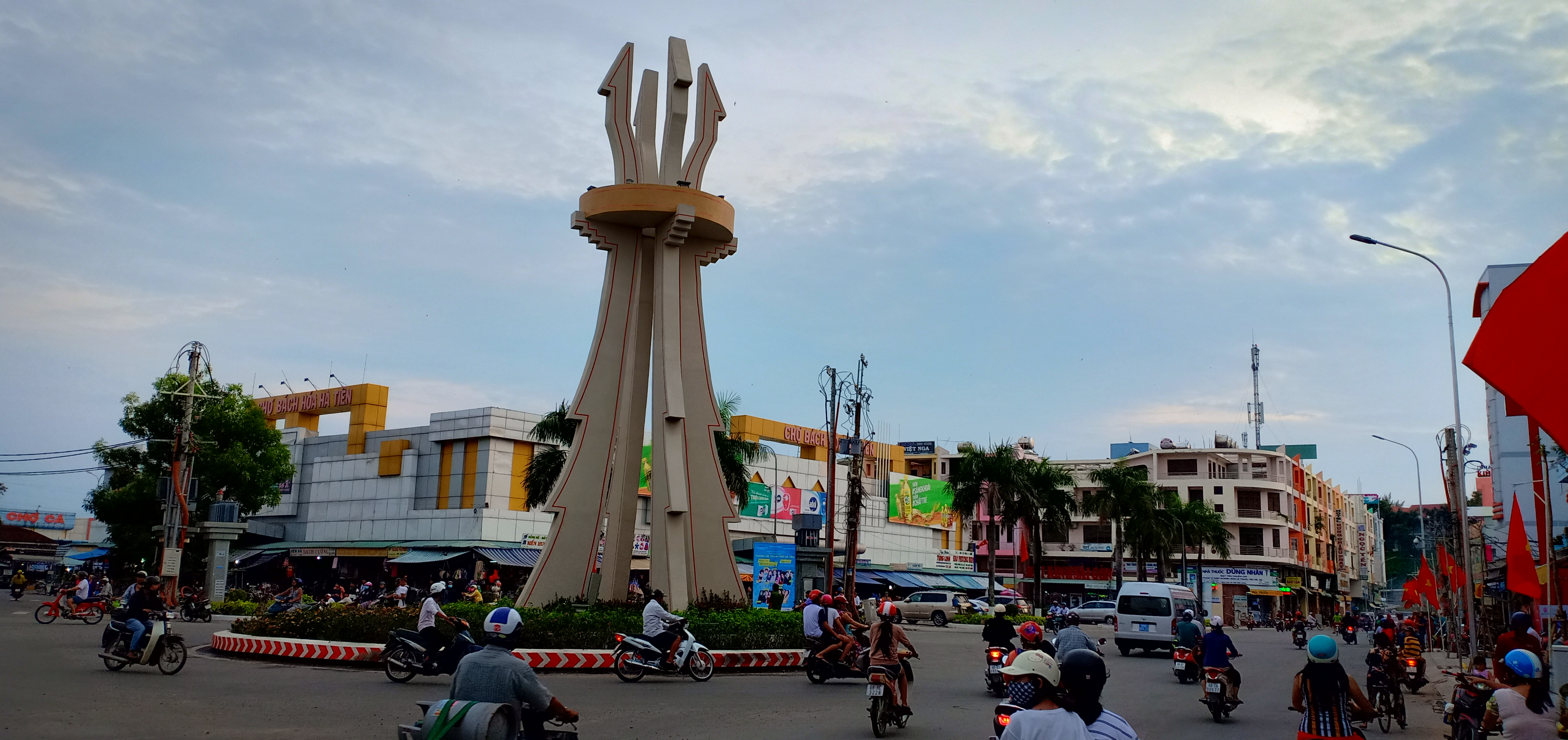
Một góc trung tâm thương mại thành phố Hà Tiên

- Đất: Diện tích tự nhiên năm 2015 của phường là 10.048,83 ha, trong đó đất nông - lâm nghiệp và nuôi trồng thủy sản là 7.472,7 ha (chiếm 74,36 %), trong đó nhiều diện tích có độ phèn mặn cao, nếu ứng dụng khoa học kỹ thuật tốt để nuôi trồng thủy sản để đem lại hiệu quả kinh tế cao. Diện tích đất phi nông nghiệp là 2.373 ha. Đất chưa sử dụng là 203,07 ha (chiếm 2,02%) chủ yếu là bãi bồi, núi đá không có cây cối,...
- Nước: Hà Tiên nhận nước ngọt cung cấp từ sông Hậu qua kênh Vĩnh Tế, sông Giang Thành, kênh Rạch Giá - Hà Tiên.
- Biển: Hà Tiên có khoảng 22 km chiều dài bờ biển, vũng Đông Hồ chia thành phố làm 2 khu riêng biệt: phía Đông Nam là phường Tô Châu và xã Thuận Yên; phía Tây Bắc là phường Đông Hồ, phường Bình San, phường Pháo Đài và phường Mỹ Đức. Xã đảo Tiên Hải (quần đảo Hải Tặc) gồm 15 đảo lớn nhỏ là ngư trường đánh bắt và nuôi trồng thủy hải sản đầy tiềm năng.

## Hành chính
Phường Hà Tiên có 7 đơn vị hành chính cấp xã trực thuộc, bao gồm 5 phường: Bình San, Đông Hồ, Mỹ Đức, Pháo Đài, Tô Châu và 2 xã: Thuận Yên, Tiên Hải.
Riêng xã đảo Tiên Hải bao gồm các đảo trong quần đảo Hà Tiên (quần đảo Hải Tặc) như: hòn Tre, hòn Đốc, hòn Đước, hòn Giang,...
Bản đồ hành chính Phường. Hà Tiên, tỉnh An Giang
| Đơn vị hành chính cấp xã  | Phường Bình San | Phường Đông Hồ | Phường Mỹ Đức | Phường Pháo Đài | Phường Tô Châu | Xã Thuận Yên | Xã Tiên Hải |
| ------------------------- | --------------- | -------------- | ------------- | --------------- | -------------- | ------------ | ----------- |
| Diện tích (km²)           | 1,68            | 34,49          | 16,96         | 9,31            | 5,35           | 30,19        | 2,52        |
| Dân số (người)            | 10.462          | 7.752          | 7.617         | 7.429           | 6.844          | 6.836        | 1.704       |
| Mật độ dân số (người/km²) | 6.227           | 225            | 449           | 798             | 1.279          | 226          | 676         |
| Số đơn vị hành chính      | 5 khu phố       | 4 khu phố      | 4 khu phố     | 5 khu phố       | 4 khu phố      | 5 ấp         | 2 ấp        |

## Lịch sử

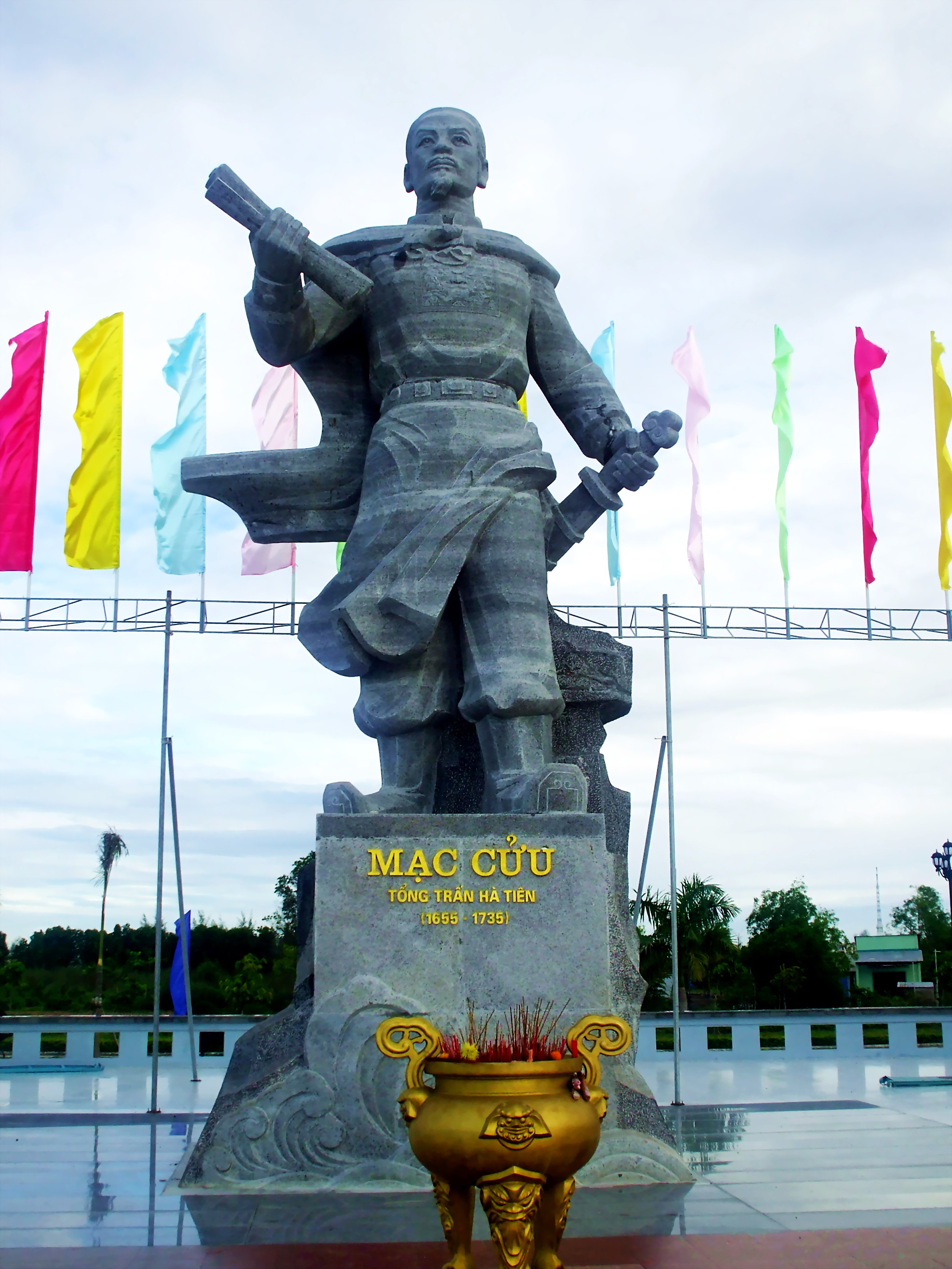
Tổng trấn Mạc Cửu, người có công mở cõi Hà Tiên.

### Thời phong kiến
Hà Tiên là tên gọi đã có từ xa xưa, qua từng thời kỳ, địa giới thay đổi từ vùng thành trấn, chuyển sang tỉnh, đổi thành quận, huyện, thị xã và bây giờ là thành phố. Giữa thế kỷ 17, khi Mạc Cửu đến đây khai phá thì vùng đất này vẫn còn hoang sơ, vắng vẻ. Cuối thế kỷ trên, thì Hà Tiên đã trở thành một thương cảng sầm uất.
Năm 1708, khi Mạc Cửu dâng đất lên cho chúa Nguyễn, chúa Nguyễn dùng hai chữ Hà Tiên để đặt tên cho cả vùng đất bao gồm toàn bộ tỉnh Kiên Giang và một số vùng lân cận ngày nay.
Khi Gia Long lên ngôi, Hà Tiên được đặt thành trấn của Nam Kỳ, trong trấn có huyện Hà Tiên. Năm 1825, để không trùng tên với trấn, vua Minh Mạng đổi huyện Hà Tiên thành huyện Hà Châu. Năm 1832, vua Minh Mạng lại đổi trấn Hà Tiên thành tỉnh Hà Tiên.

### Thời Pháp thuộc

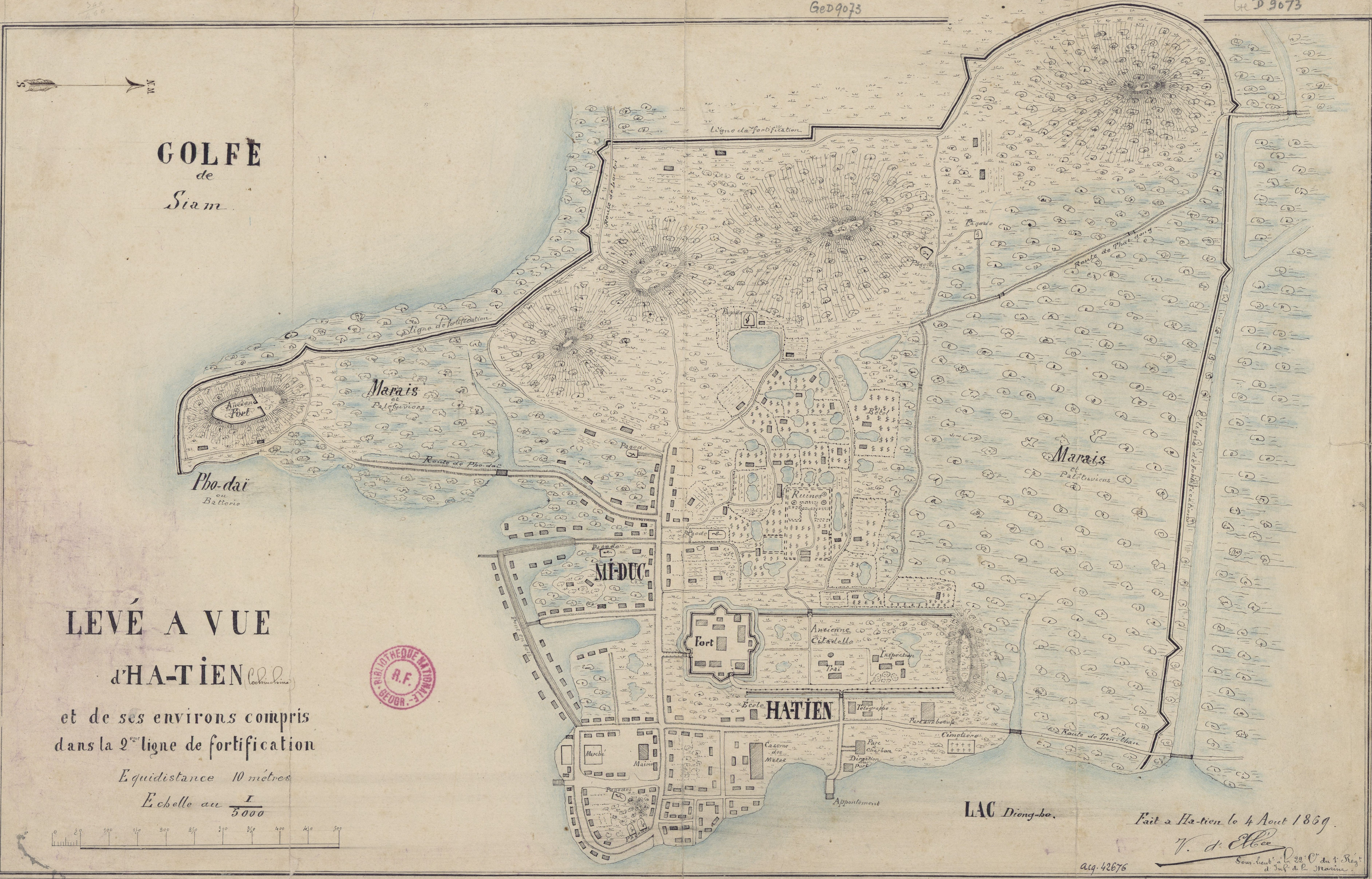
Bản đồ tỉnh thành Hà Tiên năm 1869

Năm 1867, thực dân Pháp chiếm Nam kỳ lục tỉnh và chia tỉnh Hà Tiên thành các hạt tham biện Hà Tiên, Rạch Giá và Bạc Liêu.
Từ ngày 1 tháng 1 năm 1900 hạt tham biện Hà Tiên trở thành tỉnh theo Nghị định ngày 20 tháng 12 năm 1899 của Toàn quyền Đông Dương đổi tên tất cả các hạt tham biện thành tỉnh. Năm 1903, đảo Phú Quốc được đặt dưới quyền của đại diện chủ tỉnh Hà Tiên. Tỉnh lỵ là tỉnh thành Hà Tiên.
Từ năm 1913 đến năm 1924, tỉnh Hà Tiên được đặt dưới quyền chủ tỉnh Châu Đốc.. Ngày 9 tháng 2 năm 1924, Hà Tiên lại trở thành một tỉnh độc lập. Năm 1924, tỉnh Hà Tiên gồm 4 quận: Châu Thành, Giang Thành, Hòn Chông và Phú Quốc. Tỉnh lỵ Hà Tiên đặt tại làng Mỹ Đức thuộc quận Châu Thành.

### Giai đoạn 1956-1976

#### Việt Nam Cộng hòa
Ngày 22 tháng 10 năm 1956, Tổng thống Việt Nam Cộng hòa Ngô Đình Diệm ký Sắc lệnh 143/VN để " thay đổi địa giới và tên Đô thành Sài Gòn – Chợ Lớn cùng các tỉnh và tỉnh lỵ tại Việt Nam". Theo Sắc lệnh này, địa phận Nam Phần của Việt Nam Cộng Hoà gồm Đô thành Sài Gòn và 22 tỉnh. Lúc này, tỉnh Hà Tiên bị bãi bỏ và 4 quận là Châu Thành, Hòn Chông, Giang Thành, Phú Quốc được sáp nhập vào tỉnh Rạch Giá để thành lập tỉnh Kiên Giang.
Khi đó, địa bàn tỉnh Hà Tiên cũ được chuyển thành quận Hà Tiên và quận Phú Quốc cùng thuộc tỉnh Kiên Giang. Trong đó, địa bàn quận Hà Tiên bao gồm các quận Châu Thành, Giang Thành và Hòn Chông trước năm 1956.
Ngày 31 tháng 5 năm 1961, chính quyền Việt Nam Cộng hòa cho thành lập quận Kiên Lương thuộc tỉnh Kiên Giang. Quận Kiên Lương gồm 5 xã tách từ quận Kiên Thành và quận Hà Tiên là: An Bình, Bình Trị, Thổ Sơn, An Hoà, Dương Hoà. Quận lỵ đặt tại xã An Bình. Ngày 04 tháng 9 năm 1961, quận Kiên Lương thành lập mới xã Đức Phương.
Thời Việt Nam Cộng Hòa, Hà Tiên chỉ là một quận của tỉnh Kiên Giang. Quận Hà Tiên gồm 3 xã Mỹ Đức, Phú Mỹ và Thuận Yên, 15 ấp. Quận lỵ đặt tại xã Mỹ Đức.

#### Chính quyền cách mạng
Năm 1957, chính quyền Cách mạng quyết định giải thể tỉnh Hà Tiên, đổi thành huyện Hà Tiên và huyện Phú Quốc cùng trực thuộc tỉnh Rạch Giá.
Tuy nhiên, năm 1971 khi Trung ương Cục miền Nam quyết định thành lập tỉnh Châu Hà, tách ra từ tỉnh An Giang, trên phần đất tỉnh Châu Đốc và tỉnh Hà Tiên trước đó thì huyện Hà Tiên, huyện Phú Quốc cùng với huyện Châu Thành A của tỉnh Rạch Giá lại được giao về cho tỉnh Châu Hà quản lý. Đến năm 1974 ba huyện này lại cùng thuộc tỉnh Long Châu Hà.

### Từ năm 1976 đến nay
Tháng 2 năm 1976, Chính phủ Việt Nam quyết định trả ba huyện: Châu Thành A, Hà Tiên, Phú Quốc thuộc tỉnh Long Châu Hà về tỉnh Rạch Giá và đổi tên tỉnh Rạch Giá thành tỉnh Kiên Giang.
Từ đó, Hà Tiên trở thành huyện của tỉnh Kiên Giang, ban đầu gồm thị trấn Hà Tiên và 9 xã: Bình An, Bình Sơn, Dương Hòa, Hòa Điền, Mỹ Đức, Phú Mỹ, Tân Khánh Hòa, Thuận Yên, Vĩnh Điều.
Ngày 3 tháng 6 năm 1978, xã Bình Sơn chuyển sang trực thuộc huyện Hòn Đất.
Ngày 27 tháng 9 năm 1983, chuyển thị tứ Kiên Lương thành thị trấn Kiên Lương trực thuộc huyện Hà Tiên.
Ngày 24 tháng 5 năm 1988, chuyển xã Tiên Hải thuộc huyện đảo Kiên Hải về huyện Hà Tiên quản lý.
Cuối năm 1997, huyện Hà Tiên có 2 thị trấn: Hà Tiên (huyện lỵ), Kiên Lương và 9 xã: Bình An, Dương Hòa, Hòa Điền, Mỹ Đức, Phú Mỹ, Tân Khánh Hòa, Thuận Yên, Tiên Hải, Vĩnh Điều.
Ngày 8 tháng 7 năm 1998, Chính phủ ban hành Nghị định 47/1998/NĐ-CP. Theo đó:
- Thành lập thị xã Hà Tiên trên cơ sở điều chỉnh 8.573,39 ha diện tích tự nhiên và 34.541 người của huyện Hà Tiên (Bao gồm toàn bộ diện tích và dân số của thị trấn Hà Tiên, 2 xã: Mỹ Đức, Tiên Hải và một phần xã Thuận Yên thuộc huyện Hà Tiên), phần còn lại của xã Thuận Yên được điều chỉnh về xã Phú Mỹ thuộc huyện Hà Tiên quản lý.
- Thành lập 4 phường: Bình San, Đông Hồ, Pháo Đài, Tô Châu trên cơ sở giải thể thị trấn Hà Tiên và điều chỉnh một phần diện tích và dân số của xã Mỹ Đức.

Sau khi thành lập, thị xã Hà Tiên có 7 phường và 3 xã. Huyện Hà Tiên còn lại 89.548,5 ha diện tích tự nhiên và 62.162 người với 7 đơn vị hành chính trực thuộc, gồm 6 xã và 1 thị trấn.
Ngày 21 tháng 4 năm 1999, Chính phủ ban hành Nghị định số 28/1999/NĐ-CP. Theo đó, đổi tên huyện Hà Tiên thành huyện Kiên Lương.
Ngày 29 tháng 6 năm 2009, Chính phủ ban hành Nghị quyết số 29/NQ-CP. Theo đó, điều chỉnh một phần diện tích và dân số của xã Phú Mỹ (huyện Kiên Lương, nay thuộc huyện Giang Thành) về phường Đông Hồ quản lý.
Ngày 17 tháng 9 năm 2012, Bộ Xây dựng ban hành Quyết định 839/QĐ-BXD công nhận thị xã Hà Tiên là đô thị loại III trực thuộc tỉnh Kiên Giang.
Cuối năm 2017, thị xã Hà Tiên có 7 đơn vị hành chính cấp xã trực thuộc, gồm 4 phường: Bình San, Đông Hồ, Pháo Đài, Tô Châu và 3 xã: Mỹ Đức, Thuận Yên, Tiên Hải.
Ngày 11 tháng 9 năm 2018, Ủy ban Thường vụ Quốc hội ban hành Nghị quyết 573/NQ-UBTVQH14 (nghị quyết có hiệu lực từ ngày 1 tháng 11 năm 2018). Theo đó:
- Chuyển xã Mỹ Đức thành phường Mỹ Đức
- Thành lập thành phố Hà Tiên trên cơ sở toàn bộ 100,49 km² diện tích tự nhiên và 81.576 người của thị xã Hà Tiên.

Sau khi thành lập, thành phố Hà Tiên có 5 phường và 2 xã như hiện nay.

## Kinh tế - xã hội

### Kinh tế

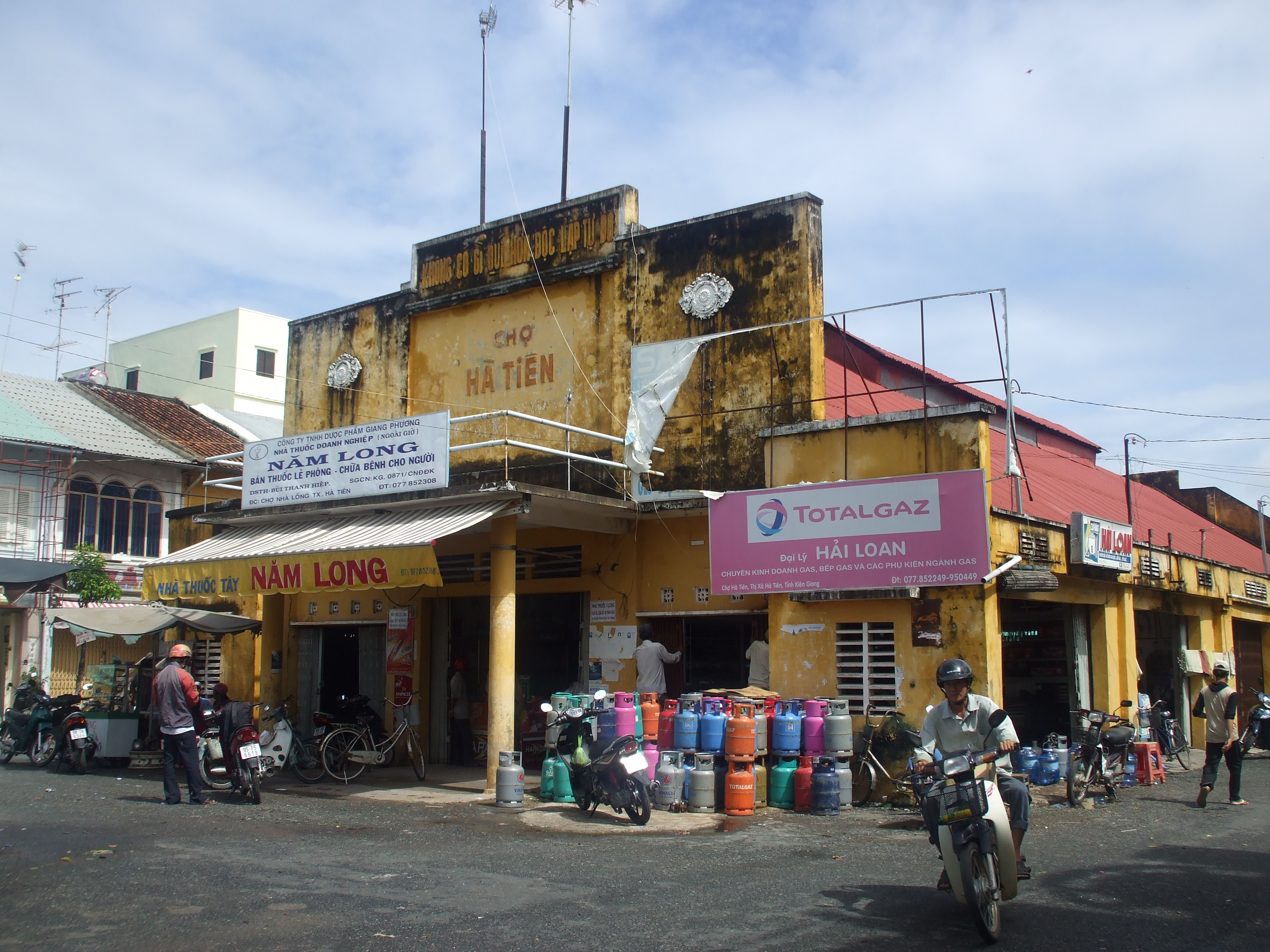
Ngôi chợ Hà Tiên trước đây, nay đã bị phá bỏ để làm Quảng trường.

Phường nằm trong vùng tứ giác Long Xuyên, có đường biên giới với Campuchia cả trên đất liền và biển, cách tỉnh Kampot của Campuchia 60 km và cảng Kep của thành phố Kep 20 km, rất thuận lợi trong việc phát triển kinh tế cửa khẩu với Campuchia, tạo mối quan hệ với Thái Lan qua mạng lưới đường thủy, hàng không nhưng

### Giáo dục
Năm 2000 - 2001, trên địa bàn phường Hà Tiên có 13 trường, gồm 1 trường mầm non và 12 trường thuộc ngành giáo dục phổ thông (7 trường tiểu học, 3 trường Trung học cơ sở, 1 trường Phổ thông Trung học, 1 trung tâm giáo dục kỹ thuật hướng nghiệp dạy nghề). Đến nay, các xã phường đều có trường tiểu học và đã đầu tư hoàn thành Trường Trung học Phổ thông thành phố, chia tách trường cấp II và cấp III đi vào hoạt động năm học 2000 - 2001.

### Y tế
Toàn phường hiện có 1 bệnh viện (nay đổi tên thành Trung tâm Y tế) tại trung tâm thành phố quy mô 60 giường bệnh, 7 trạm y tế xã - phường gồm phường Bình San, phường Đông Hồ, phường Mỹ Đức, phường Pháo Đài, phường Tô Châu và xã Tiên Hải, xã Thuận Yên.

## Văn hóa - du lịch

### Nơi cư trú của người Việt cổ
Năm 1983, một chiếc trống đồng Đông Sơn được tìm thấy ở đảo Lại Sơn (Sơn Rái), huyện Kiên Hải, tỉnh Kiên Giang. Cổ vật này là chứng tích cụ thể còn sót lại trên đường hải hành của người Việt cổ. Họ khởi hành từ Vịnh Bắc bộ, nương theo gió mùa Đông Bắc - Tây Nam, men ven bờ bán đảo Đông Dương để vào Vịnh Thái Lan...và họ đã gặp một nơi khá thích hợp để làm trạm dừng chân, sau có người định cư luôn, đó là vùng đất mà bây giờ có tên là bán đảo Mũi Nai (Hà Tiên).

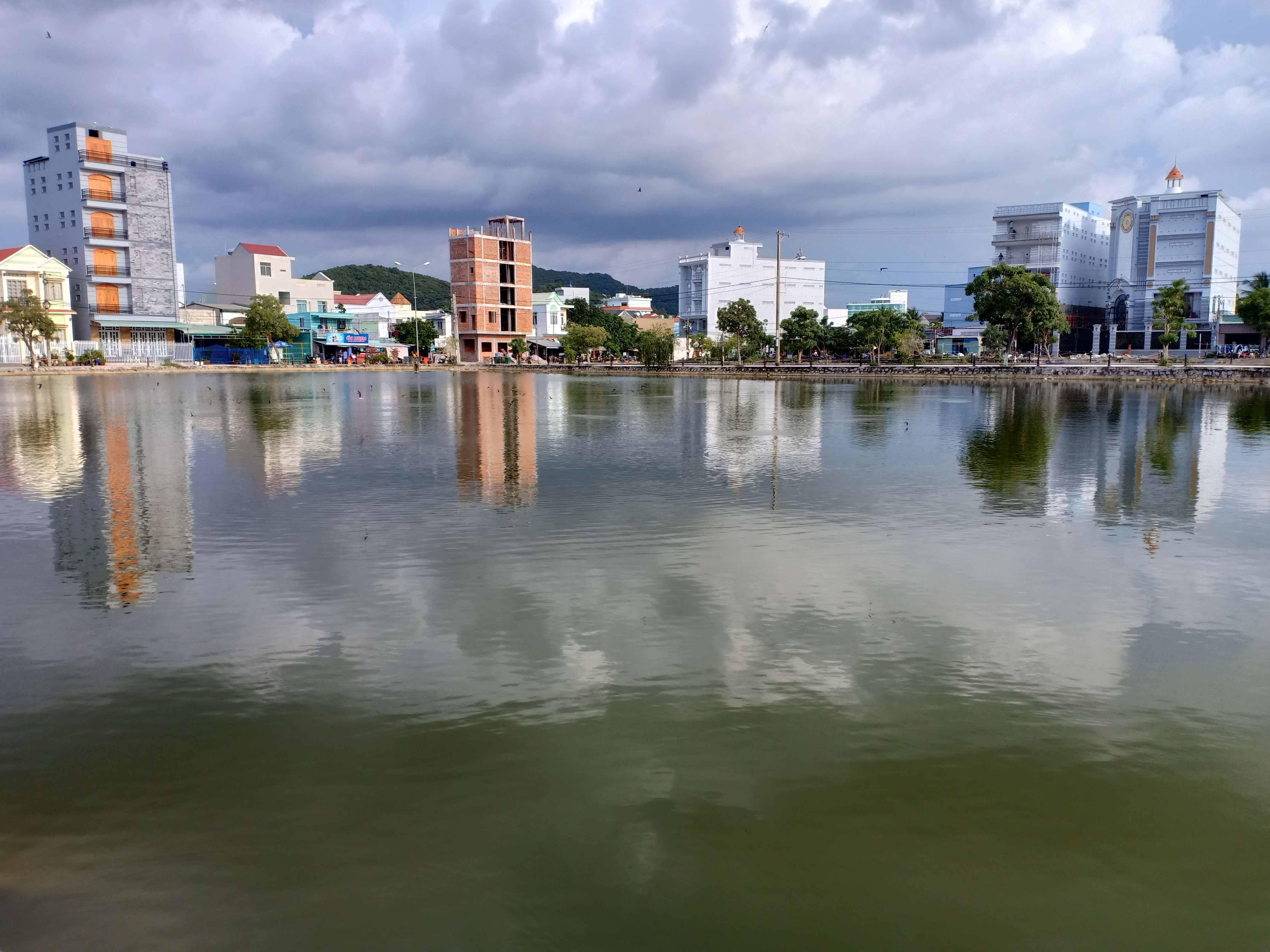
Một góc ao sen trước lăng Mạc cửu. (Một trong 3 ao của Ao sen)

Tác giả Lê Trọng Khánh viết: "Từ Lưỡng Việt đến Mũi Nạy (Mũi Nai) ở phía Nam là địa bàn gốc của người Lạc Việt có nguồn gốc và ngôn ngữ chung, nằm trong khối Bách Việt" Về sau, vùng đất này đã chứng kiến biết bao đợt người tiếp nối, từ người Việt cổ đến Phù Nam, qua Khmer rồi đến người Việt hiện đại...

### Cảng thị cổ sầm uất

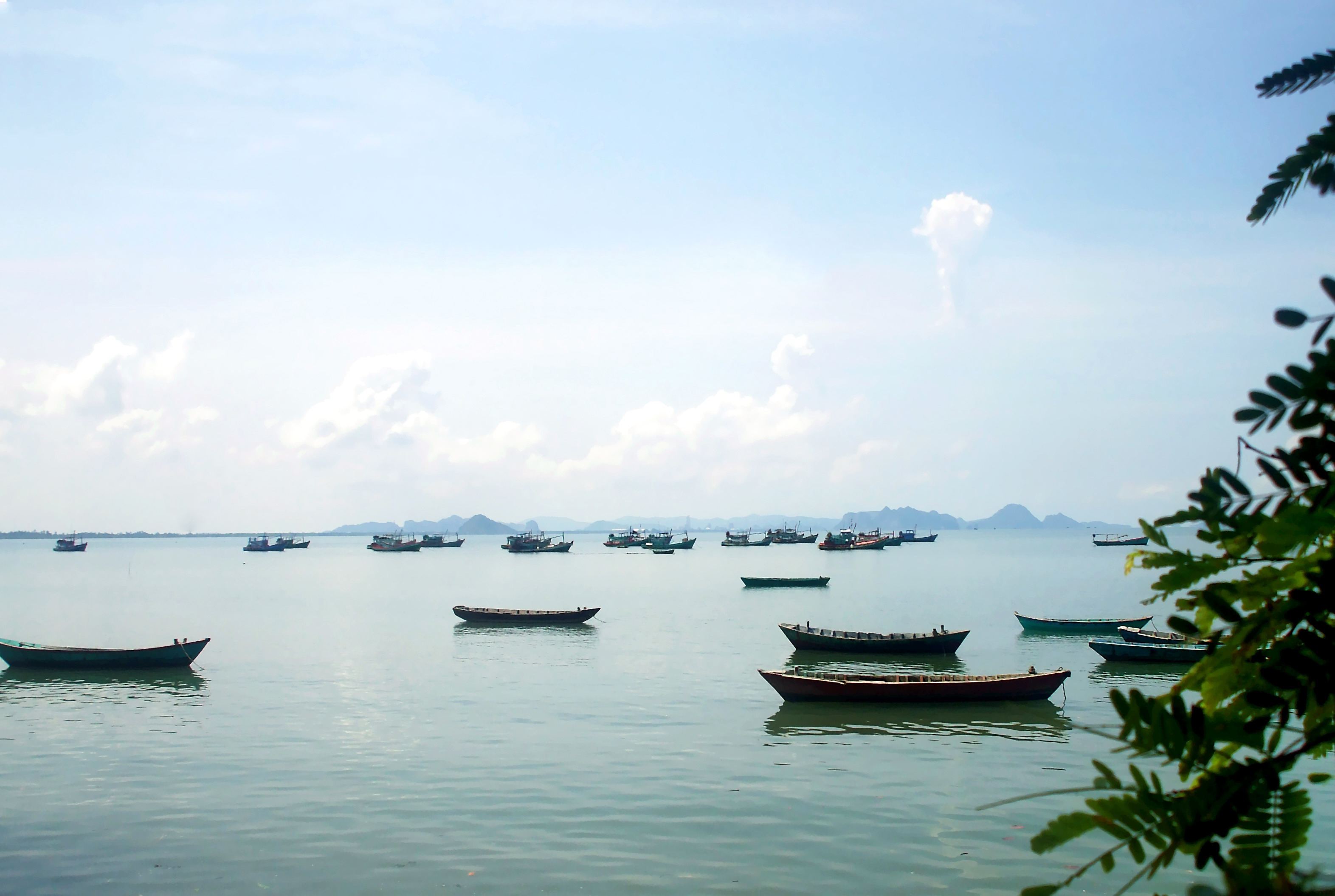
Một phần của Bãi biển Nam Phố, một trong mười cảnh đẹp của đất Hà Tiên xưa

Hà Tiên vào thời Mạc Cửu còn có tên gọi là Mang Khảm, là một mắt xích quan trọng ở phía Đông vịnh Thái Lan, trên tuyến hàng hải thương mại châu Á qua vịnh Thái Lan, men theo bờ biển Đông Việt Nam lên Quảng Châu, Trung Quốc hay Luzon, Philippines. Thời kỳ cha con Mạc Cửu, Mạc Thiên Tứ (1706-1780) cai quản vùng đất này, đã áp dụng một chính sách tự do và coi trọng thương mại. Mạc Thiên Tứ mở cảng cho tàu buôn nước ngoài buôn bán tự do. Hà Tiên trở thành điểm đến của các đoàn thương thuyền từ bán đảo Mã Lai, các đảo Sumatra, Java, các nước Xiêm, Ấn Độ, Miến Điện, Trung Quốc (Phúc Kiến, Quảng Đông, Hải Nam),...
Vào các dịp sinh nhật Mạc Thiên Tứ (12 tháng chạp âm lịch), các thuyền buôn được phép vào cảng Hà Tiên miễn thuế. Từ lâu đời, nghề chế sáp trắng (bạch lạp) để thắp sáng là một nghề truyền thống ở Hà Tiên, cung cấp cho các nước lân cận như Trung Quốc, Xiêm, Mã Lai,... Ngoài ra đất này còn có nhiều sản vật thương mại khác nữa, Lê Quý Đôn từng viết trong Phủ biên tạp lục:...Huyền phách sản ở trấn Hà Tiên, có khối lượng như đồng, sắc đen như sắt, người ta nói dùng nó có thể lánh được gió độc, tiện làm tràng hạt...
Đề cập đến xứ Hà Tiên thời bấy giờ, sách Thanh triều văn hiến thông khảo có đoạn:
Nước này có nhiều núi cao, địa hạt khoảng trăm dặm vuông. Thành và các cung thất làm bằng gỗ không khác Trung Quốc mấy. Chỗ vua ở xây bằng gạch ngói. Chế độ trang phục phảng phất các vua đời trước, búi tóc, đi võng, chít khăn, đội mũ. Vua mặc áo bào vẽ trăn rắn, lưng thắt dải đai, giày dép bằng da. Dân mặc áo vạt cổ rộng. Khi có tang thì mặc đồ màu trắng, bình thường thì áo nhiều màu…Họ gặp nhau thì chắp tay chào theo lễ. Phong tục nước này ham chuộng thơ văn, trong nước có dựng đền thờ Khổng Tử. Vua và dân đều đến lễ...

### Giải thích một vài tên gọi

#### Hà Tiên
Tà Teng là một ấp cư dân cổ ở hướng Đông Bắc thành phố Hà Tiên, nằm bên bờ trái sông Giang Thành. Khi xưa, người Khmer gọi sông này là Tà Teng (sau là Prêk Ten). Tà có nghĩa là sông, Teng là tên sông. Sách Nghiên cứu Hà Tiên viết: Cách giải thích cũ "nơi đây xưa kia có tiên hiện xuống đi lại trên sông, nên gọi là Hà Tiên" là không có căn cứ và thiếu khoa học..

#### Phương Thành
Phương Thành là một tên gọi của Hà Tiên xưa. Vương Hồng Sển giải thích: Xưng Hà Tiên là Phương Thành là vì đắp lũy tre giáp vòng để chống quân Xiêm, Miên. Đồng ý kiến này có Trần Thiêm Trung, trong Hà Tiên địa phương chí (1957), ông viết: "Tại trấn lỵ, một thành vuông, đặt tên Phương Thành, chung quanh bao bọc chiến lũy, trồng tre gai, vì thế còn có tên chung là Trúc Bàn Thành."
Sách Nghiên cứu Hà Tiên cho biết thêm và giải thích khác: Trúc Bàn Thành còn gọi là trường lũy Thị Vạn hay bờ Đồn Lớn. Có người hiểu là Thành Thơm (Gia Định thành thông chí, Phương Đình dư địa chí, Đại Nam nhất thống chí) hay hiểu lầm là Thành Vuông (vì vậy, có người dịch là ville Carrée. Dẫn theo Thi sĩ Đông Hồ, Nam Phong số 143, tháng 10 năm 1929). Nhưng vì đâu có cái tên Phương Thành, sách Nghiên cứu Hà Tiên của Trương Minh Đạt, giải thích: "Ở Hà Tiên có núi Bà Lý (Pang Li), cao 30m, người Hoa đọc chệch là Pang-Lũy, rồi nó trở thành Pang Thành, rồi Việt hóa thành Phương Thành". Ngoài ra, đất Hà Tiên còn có tên Trúc Bàng Thành, đây chính là biến âm của một địa danh đã có sẵn ở địa phương: Phnom Tà Pang. Ở sách Phương Đình dư địa chí của Nguyễn Văn Siêu còn ghi tên Đồng Trụ Trấn, theo ông Đạt thì đây là một địa danh " nghe sai, đoán phỏng" mà thôi.

#### Phù Dung

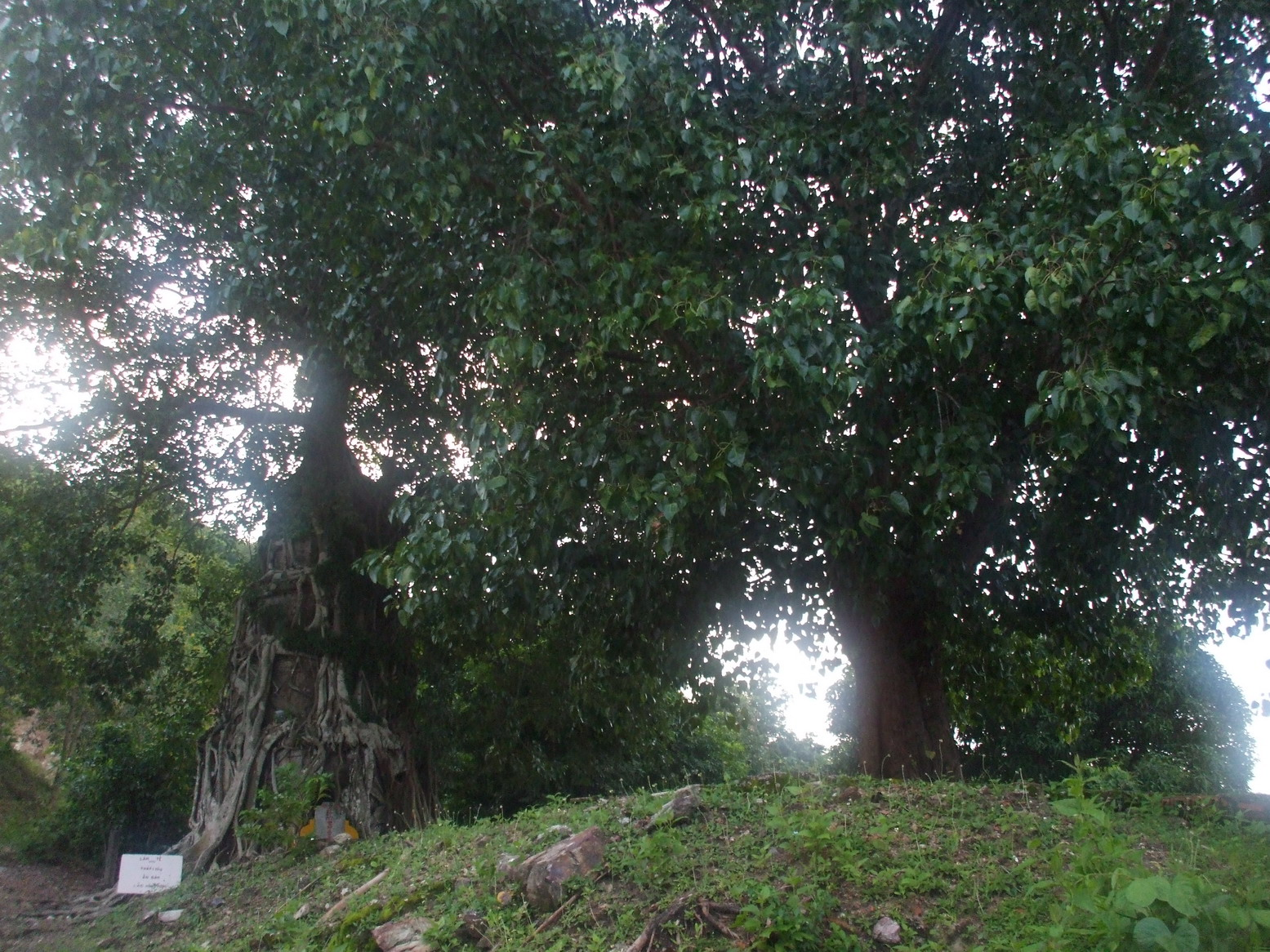
Nền chùa Phù Dung xưa (Kế bên Tháp Bảy tầng - Núi Đề Liêm).

Tên Phù Dung Vạn Sơn được đặt cho quần thể núi non ở Hà Tiên, chính là do tên gọi Phù Youn. Người Xiêm gọi "phù" là núi. Tất cả người Xiêm, Khmer, Chăm, Lào đều gọi người Việt là "Youn" hay "Duôn" (tiếng Phạn có nghĩa là người man di ở hang động). Tên Phù Youn được người Hoa phiên âm thành Phù Dung. Như vậy "Phù Youn" có nghĩa là vùng núi của người Việt. Điều đó, cho thấy khi xưa chủ nhân vùng đất này là người Việt cổ. Sau này, cái tên Phù Dung (Pù Youn) chỉ còn được dùng để chỉ một ngọn núi cao 53 m, mà Trịnh Hoài Đức đã chép trong "Gia Định thành thông chí":
Núi Phù Dung: cách trấn thự về phía tây bắc hơn 1 dặm. Ở đây hang hố xanh rậm lâu đời; chùa Phù Dung ở phía tây nam chân núi, tiếng chuông mõ pha trộn, tiếng kệ kinh lẫn tiếng ồn ào của phố thị, thật là cảnh nửa tăng nửa tục...
Do vậy, tác giả sách Nghiên cứu Hà Tiên, đã nói vui rằng tên chùa không có nghĩa "hoa sen" hay giống hoa "tí ngọ" nào đó, như có người đã tưởng tượng.

#### Mũi Nai
Xa xưa, gọi là Mũi Nạy, vì nơi đó có núi Pù Nạy (Pù là núi, Nạy là lớn) mà người khmer nói trại là P’Nay hay Bà Nay. Lớp người Việt đến sau bắt chước đọc âm này thành Nai. Đến thời Mạc Thiên Tứ, nhóm người Hoa dịch chữ Nai ra chữ Hán là Lộc (Lộc Trĩ sơn, Lộc trĩ thôn cư)..

#### Mang Khảm
Mang là phiên âm Hán - Việt của Mường (tiếng Mường- Thái). Về chữ Mang, Trịnh Hoài Đức giải thích: "Những chỗ người Bắc địch tụ hội, chỗ lớn gọi là Bộ, chỗ nhỏ gọi là Lạc; người Xiêm, lào đều gọi là Mang, người Khmer gọi là Súc." Khảm, người Khmer nói là Krom, tiếng Mã Lai gọi là Kram, tiếng Nôm gọi là Hỏm hay Tràm có nghĩa thấp, ngập. Cho nên Mang Khảm (tức trấn Hà Tiên) có nghĩa là "xóm dân vùng nước ngập". Theo Nghiên cứu Hà Tiên, "bởi khởi đầu bằng chữ Mang, đơn vị dân cư theo ngôn ngữ Mường – Thái, nên có thêm một lý do nữa để xác định rằng đây không phải là đất Chân Lạp. Người Chân Lạp (Khmer) chỉ dùng chữ Srock (hay Súc) hoặc Phum.

### Thắng cảnh

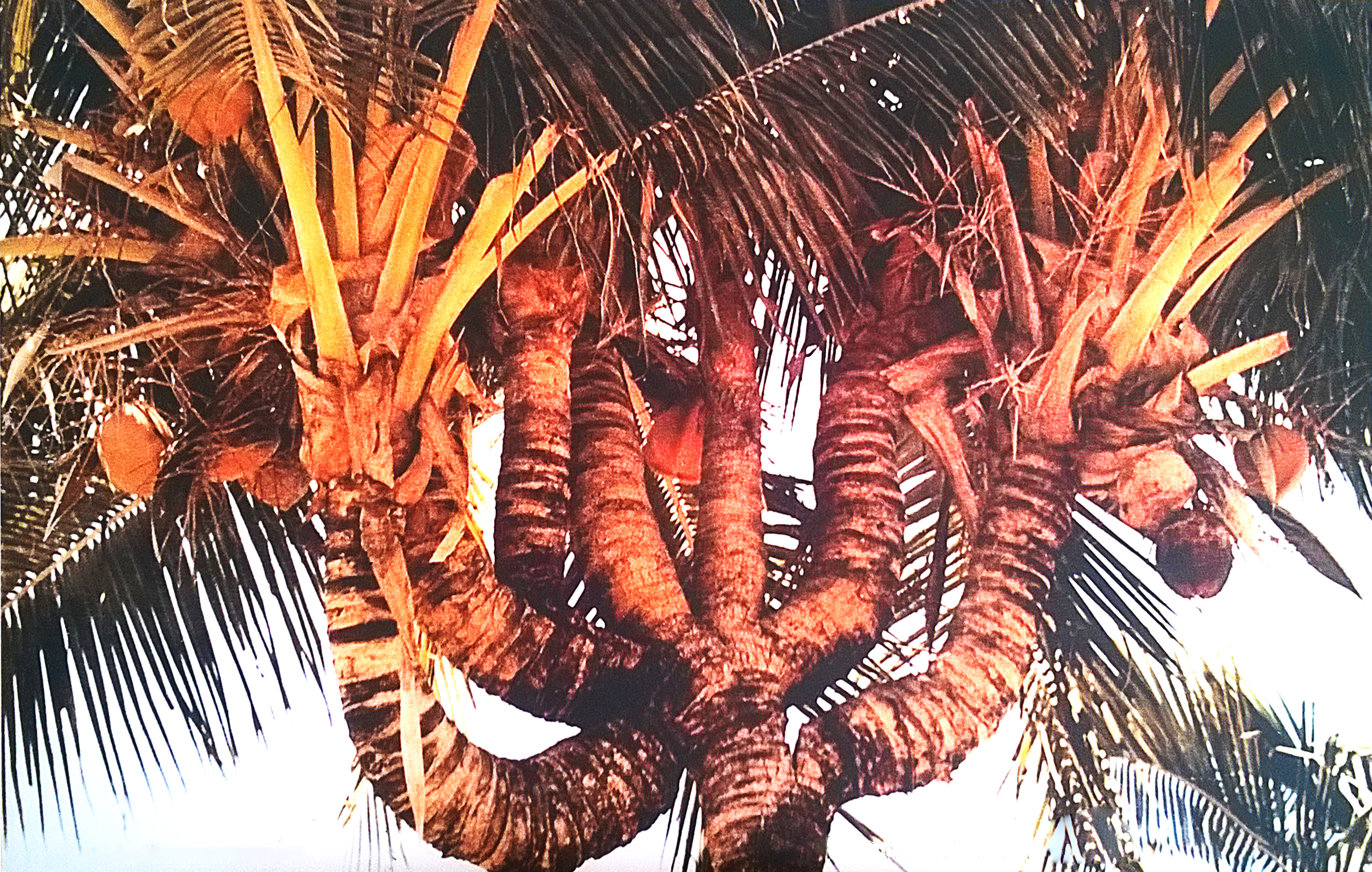
Cây dừa 7 ngọn mọc tự nhiên ở Hà Tiên, cây đã chết vào năm 1987, hiện giới khoa học vẫn chưa giải thích được hiện tượng dừa nhiều ngọn đặc biệt này, ngoài ra còn có cây dừa 3 ngọn đã chết vào năm 1971.

- Quần đảo Hải Tặc (quần đảo Hà Tiên).
- Đầm Đông Hồ.
- Tượng đài Mạc Cửu.
- Đền thờ Họ Mạc
- Đền thờ Bà Mạc Ni Cô (miếu Bà Cô Năm).
- Chùa Phù Dung.
- Chùa Sắc Tứ Tam Bảo Tự.
- Chùa Tà Pang (chùa Mũi Nai, chùa Girìvansa).
- Tịnh xá Ngọc Tiên
- Núi Đá Dựng.
- Núi Mũi Nai.
- Khu du lịch Mũi Nai.
- Núi Bình San (Núi Lăng).
- Núi Pháo đài.
- Núi Thạch Động.
- Núi Tô Châu.
- Nhà lưu niệm nhà thơ Đông Hồ.
- Nhà tù Hà Tiên.
- Chợ Hà Tiên.
- Nhà lưu niệm Tao Đàn Chiêu Anh Các

## Giao thông
Trên địa bàn thành phố Hà Tiên hiện có 23,5 km đường quốc lộ; 9,04 km tỉnh lộ; 26,13 km đường nội ô thành phố và 27,5 km đường giao thông nông thôn. Trong đó, quan trọng nhất là tuyến quốc lộ 80, nối thành phố Rạch Giá - thành phố Hà Tiên và sang tận Campuchia. Kể từ tháng 12 năm 2008, có thêm tuyến tàu khách cao tốc đi đến huyện đảo Phú Quốc. Hiện nay, đã có tuyến xe buýt của các hãng du lịch có chất lượng đi từ Hà Tiên - Campuchia.
Hiện nay thành phố đang triển khai đầu tư xây dựng khu đô thị Hà Tiên nằm trên địa bàn 2 phường: Bình San, Pháo Đài.
Bao gồm các tuyến đường: Trần Hầu, Mạc Thiên Tích, Mạc Cửu, Cầu câu, Tham Tướng Sanh, Lam Sơn, Phương Thành,...
Các tuyến đường ở thành phố Hà Tiên hiện nay:
| - Bà Lý - Bạch Đằng - Bùi Chấn - Bùi Thị Xuân - Cao Thắng - Cầu Câu - Chế Lan Viên - Chi Lăng - Chu Văn An - Chương Dương - Đá Dựng - Đại Định - Đào Duy Anh - Đặng Thai Mai - Đặng Thùy Trâm - Đinh Công Tráng - Đinh Tiên Hoàng - Đông Hồ - Hà Huy Giáp - Hai Bà Trưng - Hoàng Văn Thái - Hoàng Văn Thụ - Huỳnh Thúc Kháng - Hữu Túc - Kim Dự - Lam Sơn - Lâm Tấn Phác - Lâm Văn Quang - La Văn Cầu - Lê Hồng Phong - Lê Lai - Lê Lợi - Lê Quý Đôn - Lê Trọng Tấn - Lý Chính Thắng - Mạc Công Du - Mạc Công Tài - Mạc Cửu - Mạc Thiên Tích - Mạc Tử Dung - Mạc Tử Hoàng - Mạc Tử Thắng - Mạc Tử Thiêm - Nam Hồ - Ngô Mây - Ngô Thì Nhậm - Nguyễn Bính - Nguyễn Bỉnh Khiêm - Nguyễn Công Trứ - Nguyễn Chí Thanh - Nguyễn Đệ - Nguyễn Huệ - Nguyễn Hữu Cảnh - Nguyễn Hữu Tiến - Nguyễn Phúc Chu - Nguyễn Sơn | - Nguyễn Thái Học - Nguyễn Thị Định - Nguyễn Thị Minh Khai - Nguyễn Thị Thập - Nguyễn Trãi - Nguyễn Trung Trực - Nguyễn Văn Cừ - Nguyễn Viết Xuân - Núi Đèn - Ông Ích Khiêm - Phan Đình Giót - Phan Đình Phùng - Phan Huy Chú - Phan Thanh Giản - Phạm Hồng Thái - Phạm Ngọc Thạch - Phạm Văn Kỷ - Phù Dung - Phương Thành - Rạch Ụ - Tao Đàn - Tô Châu - Tô Vĩnh Diện - Tố Hữu - Tôn Thất Thiệp - Tôn Thất Thuyết - Tôn Thất Tùng - Tham Tướng Sanh - Thoại Ngọc Hầu - Trần Bình Trọng - Trần Công Án - Trần Đại Nghĩa - Trần Hầu - Trần Huy Liệu - Trần Khánh Dư - Trần Phú - Trần Quang Diệu - Trần Quang Khải - Trần Văn Ơn - Triệu Thị Trinh - Trương Định - Trường Sa - Tuần Phủ Đạt - Tú Xương - Từ Hữu Dũng - Văn Tiến Dũng - Võ Thị Sáu - Võ Văn Kiệt - Võ Văn Ý - Xuân Diệu - 30 tháng 4 - 7 tháng 5 - 1 tháng 6 - 27 tháng 7 - 19 tháng 8 - 2 tháng 9 |

### Tên đường ở Hà Tiên trước 1975
- Đường Thủ tướng Thinh nay là đường Mạc Cửu
- Đường Đê nay là đường Võ Văn Ý
- Đường Nam Phố nay là đường Đông Hồ.

## Hình ảnh

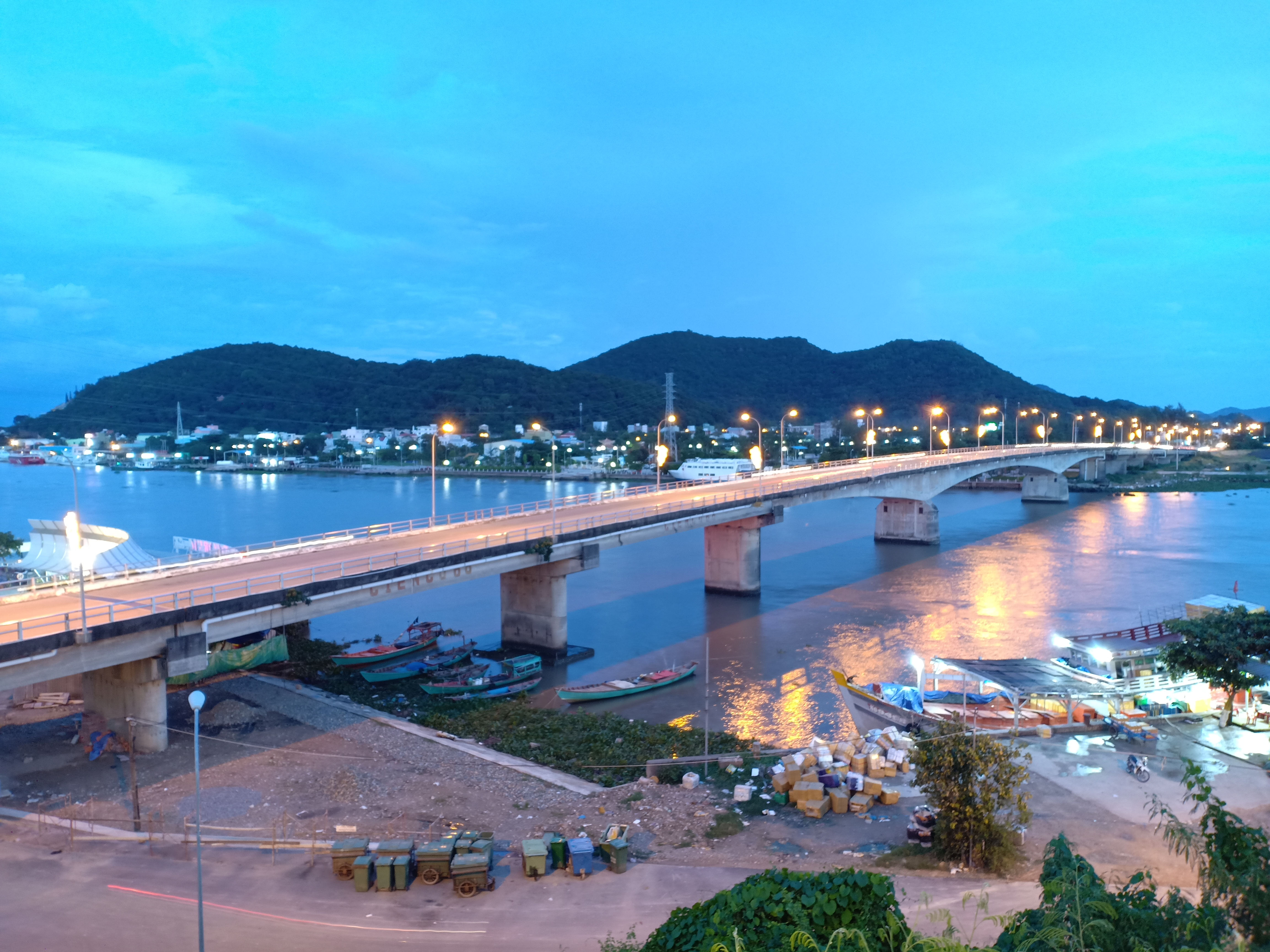
Cầu Tô Châu
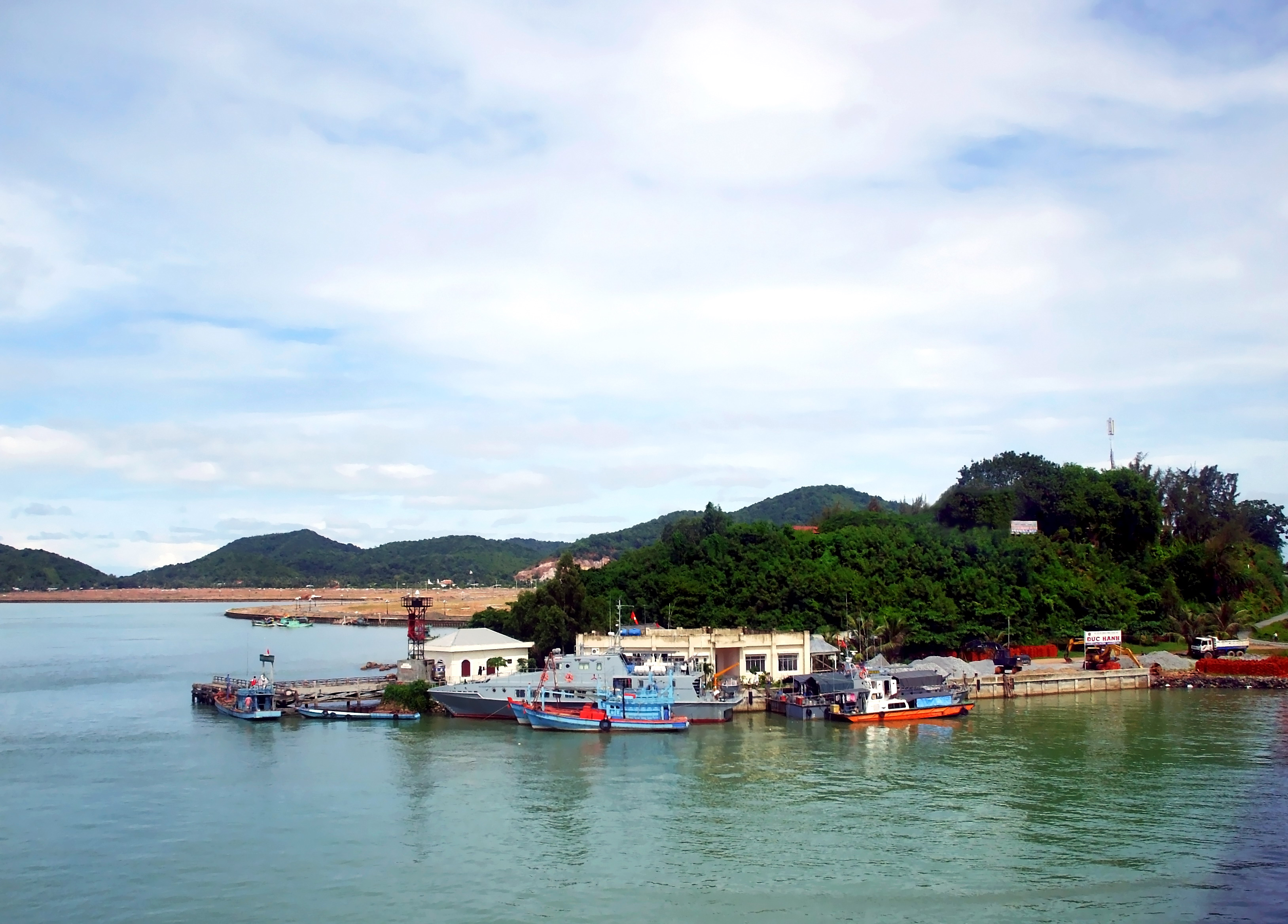
Pháo Đài tức Kim Dự lan đào.
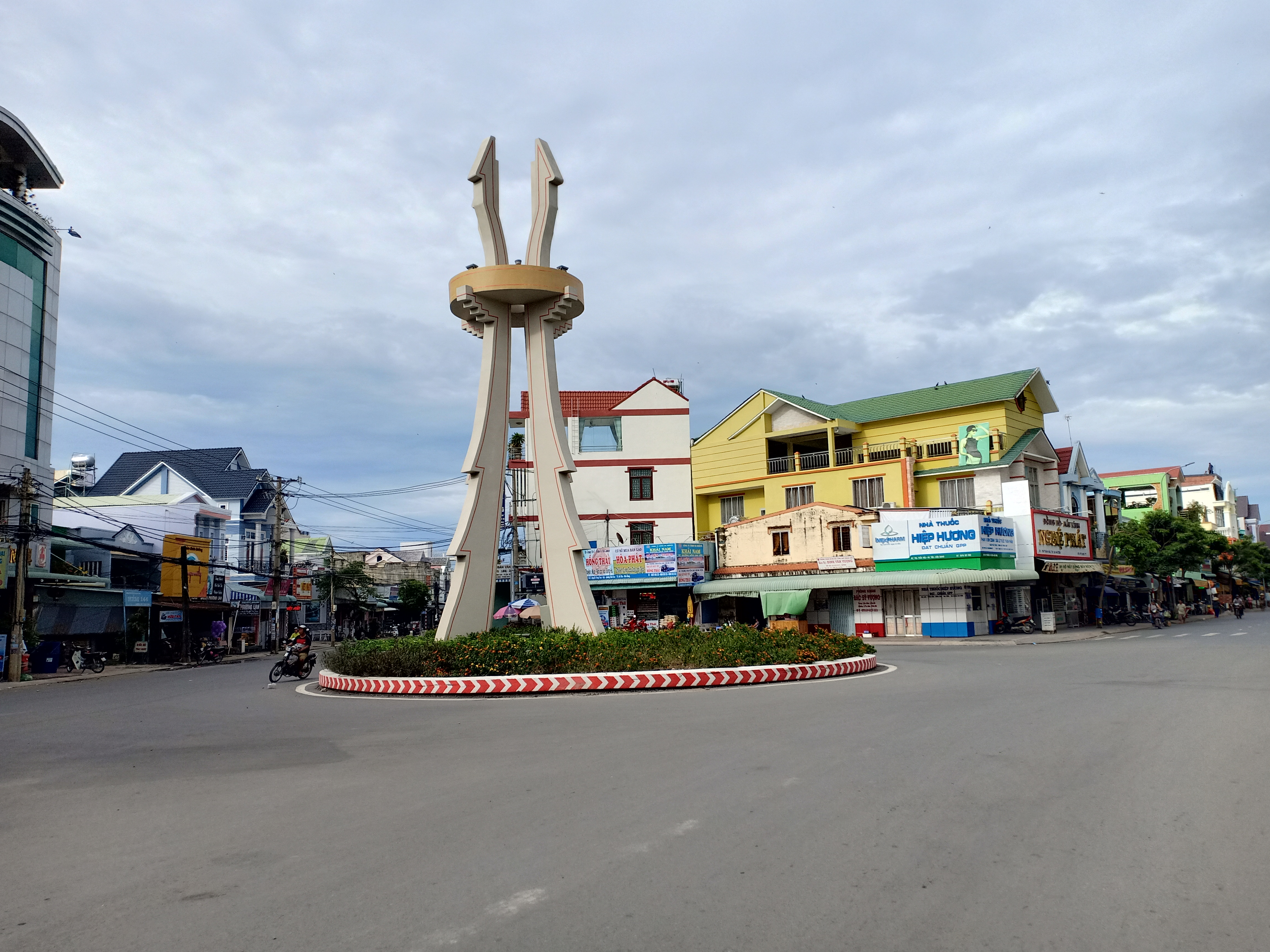
Vòng xoay Trần Hầu - Mạc Thiên Tích
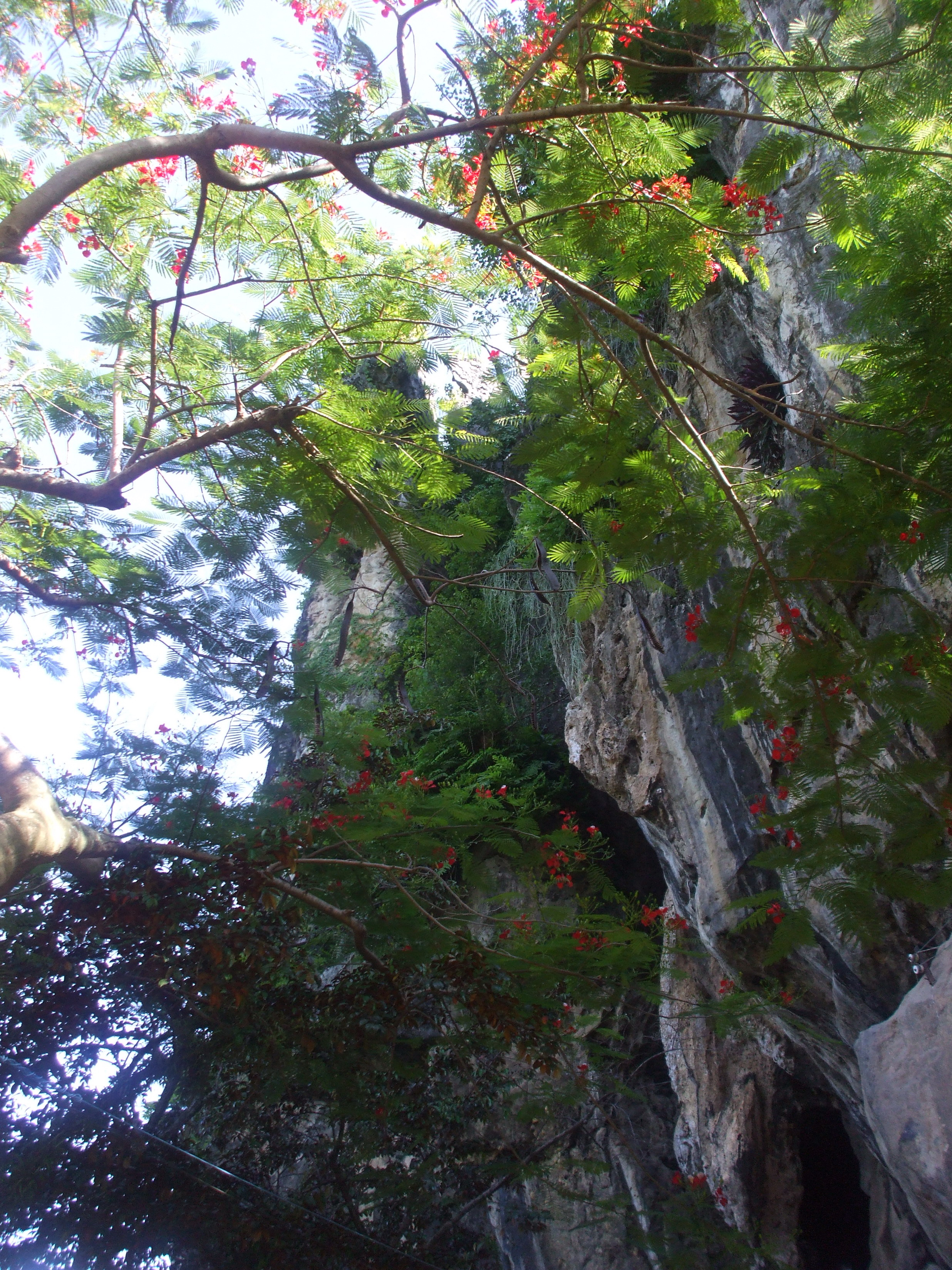
Một phần núi Đá Dựng.
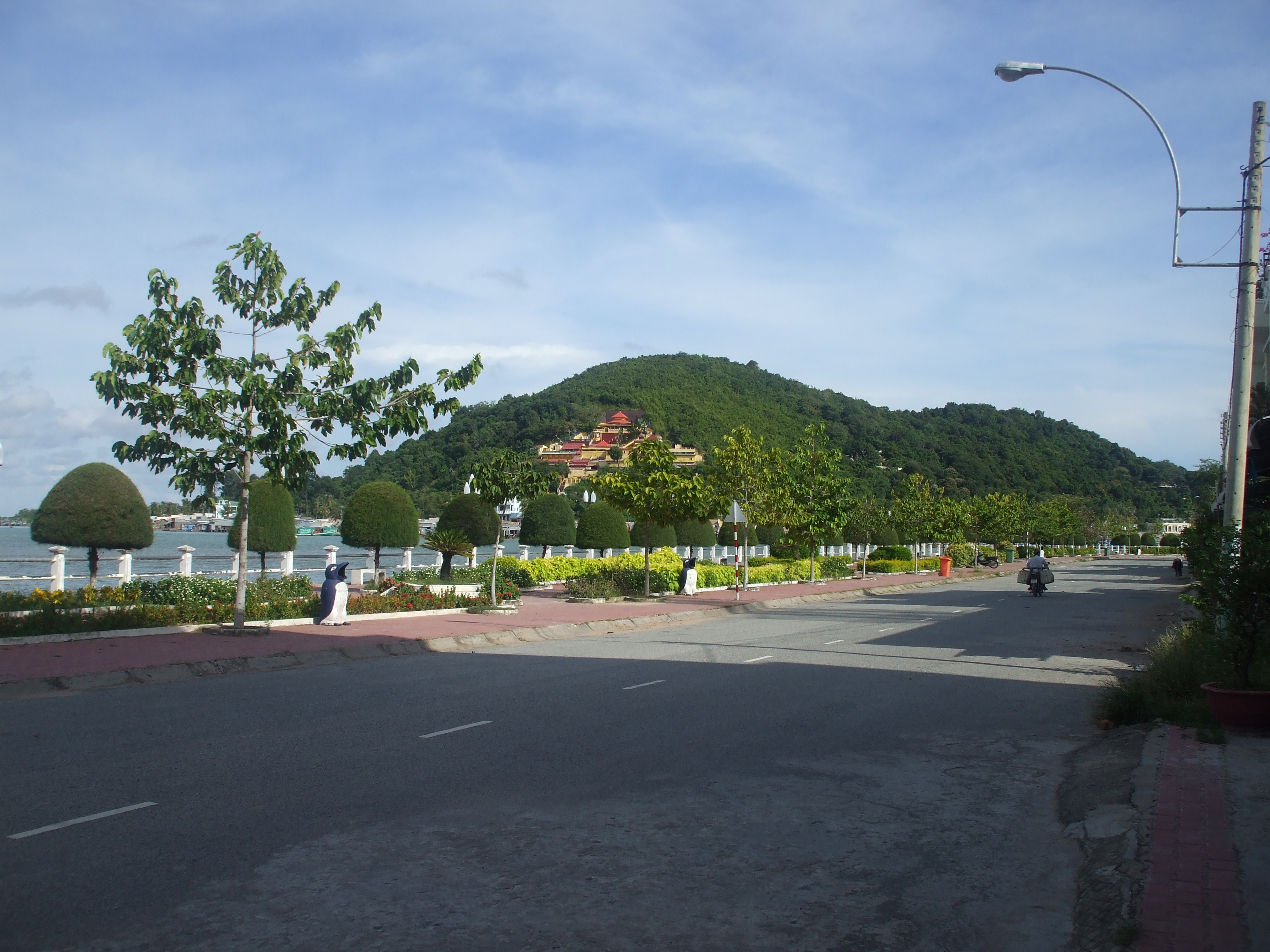
Núi Tô Châu bên hồ Đông Hồ.
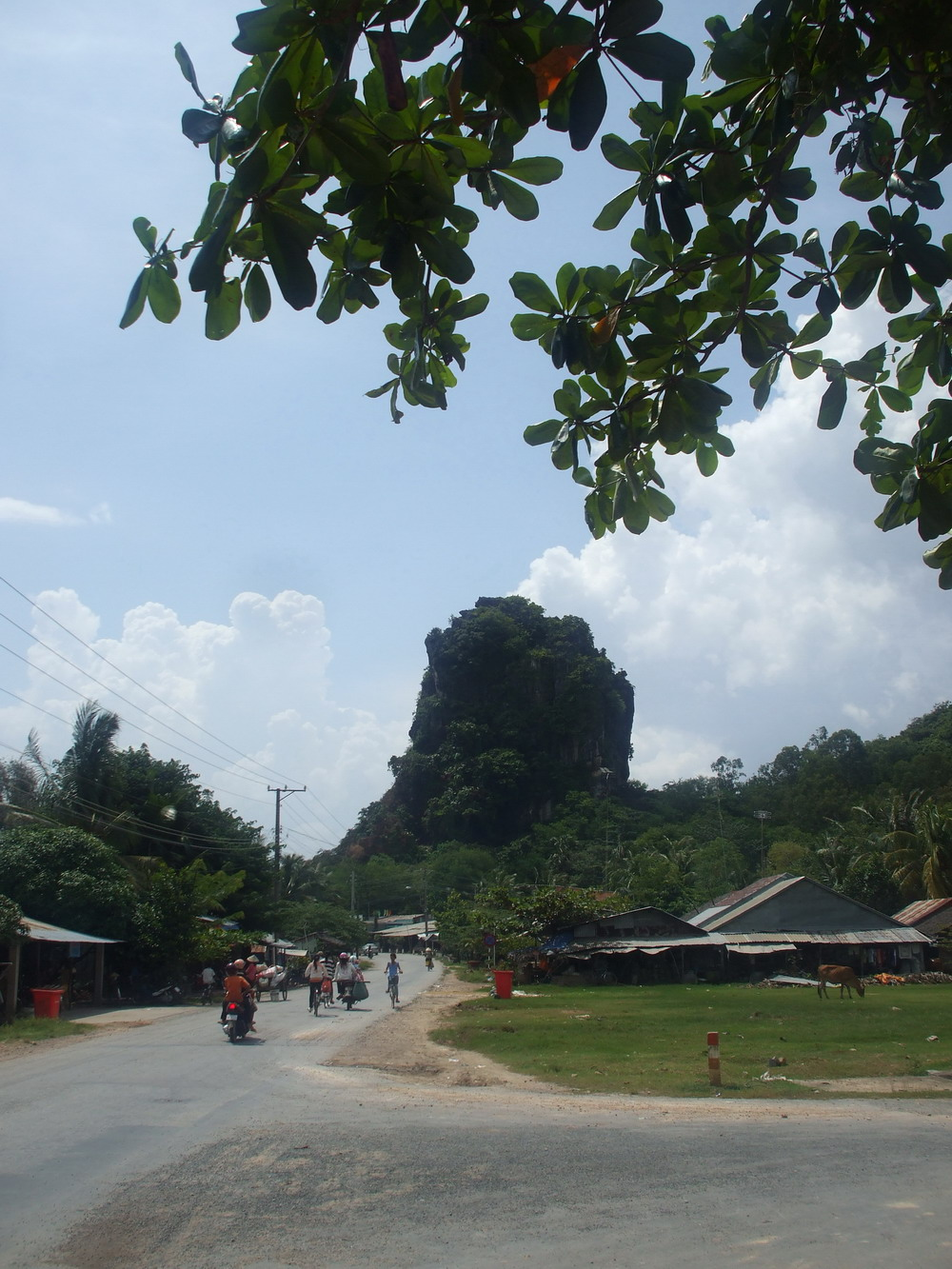
Thạch Động, Hà Tiên
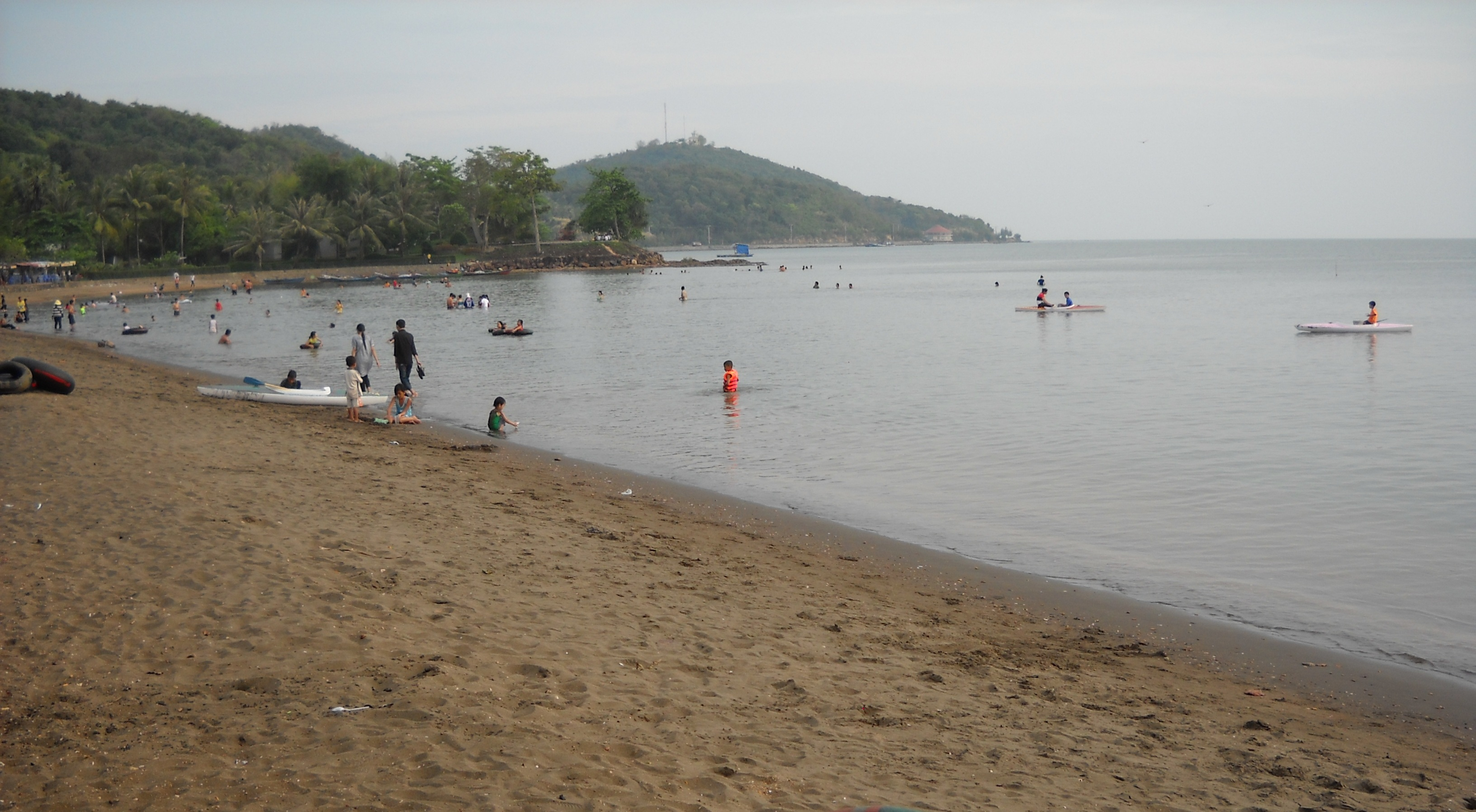
Bãi biển Mũi Nai, Hà Tiên
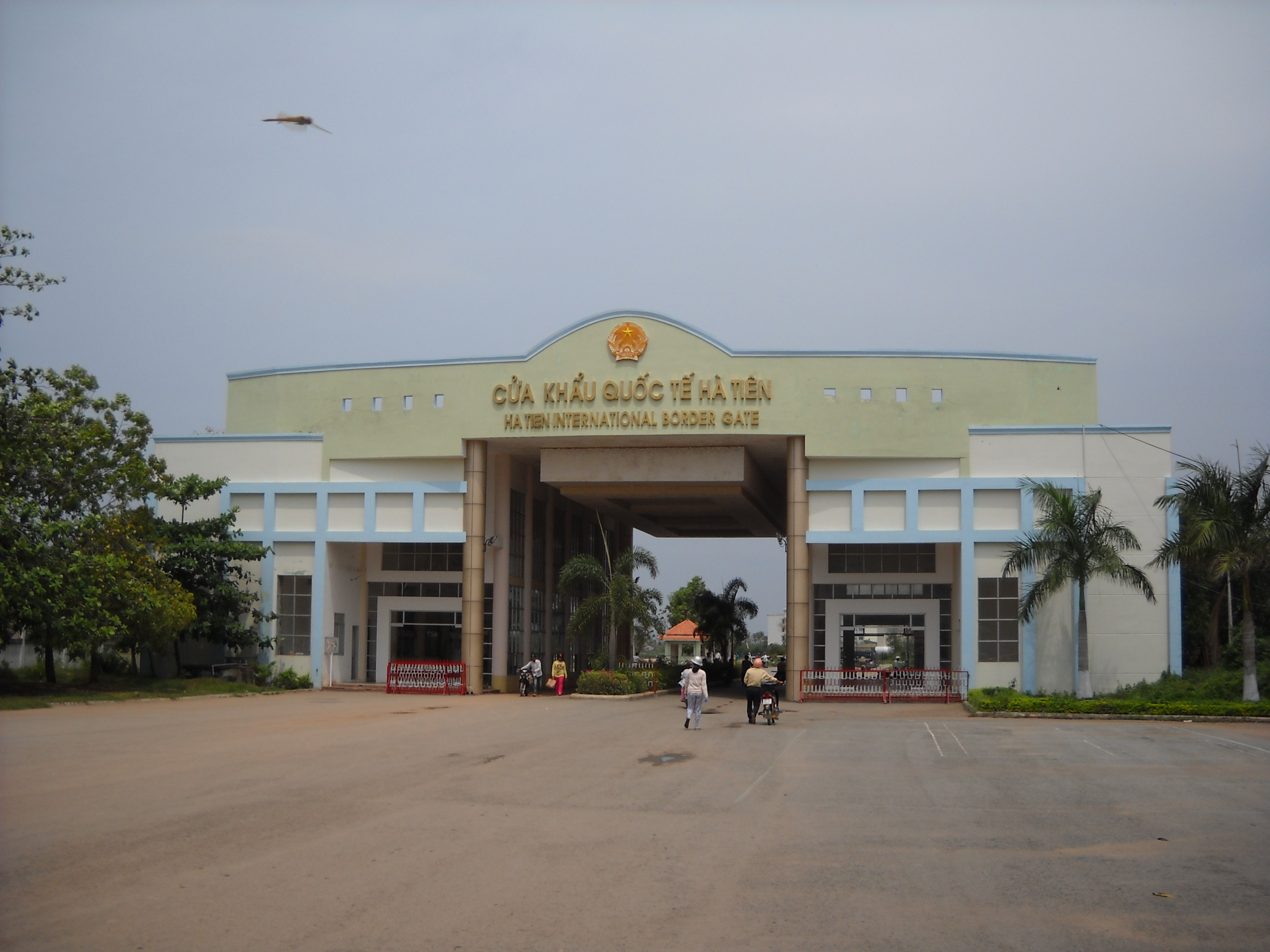
Cửa khẩu Quốc tế Hà Tiên
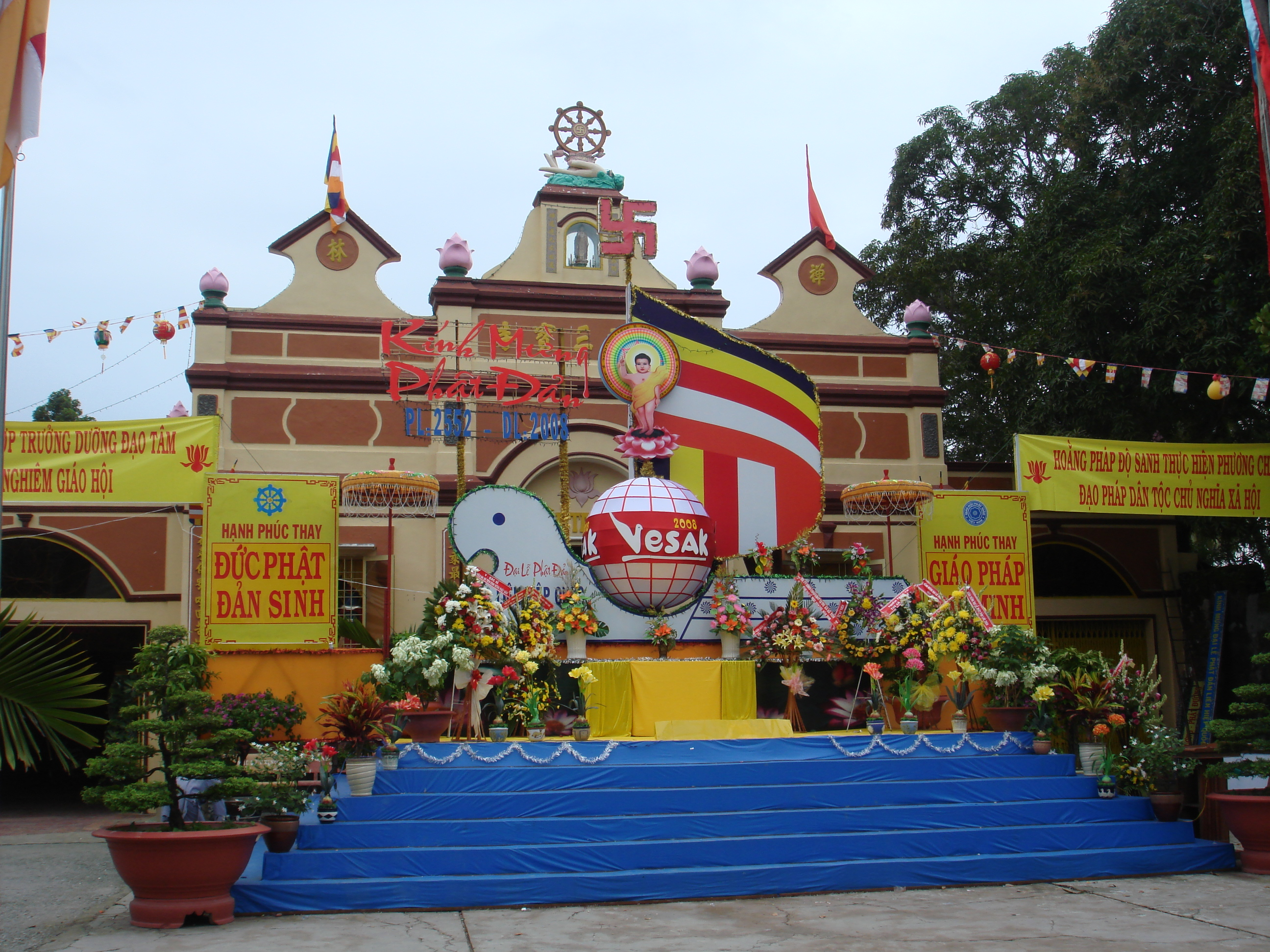
Sắc Tứ Tam Bảo Tự, Hà Tiên (chùa Tam Bảo).
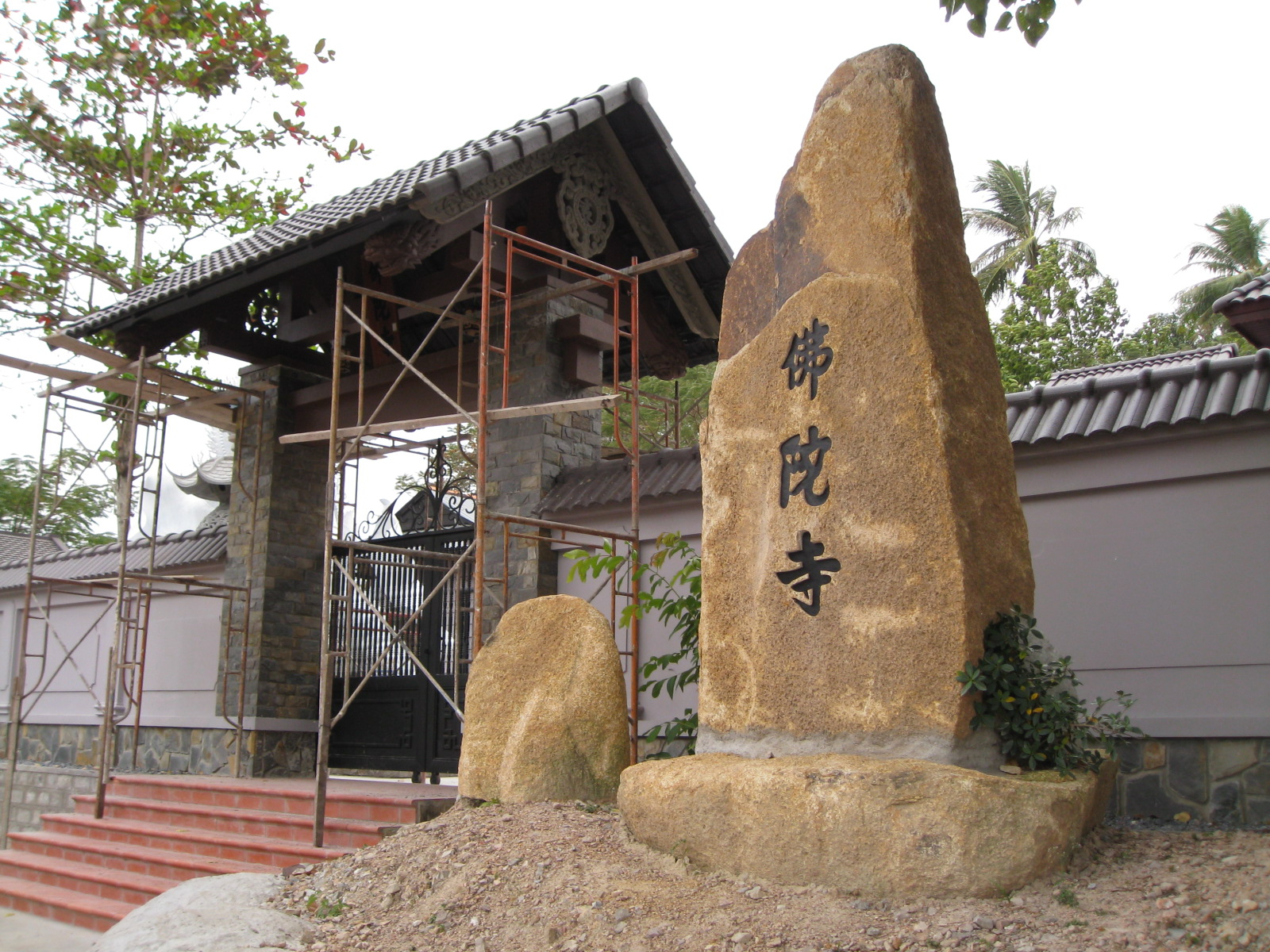
Chùa Lò Gạch - Hà Tiên.
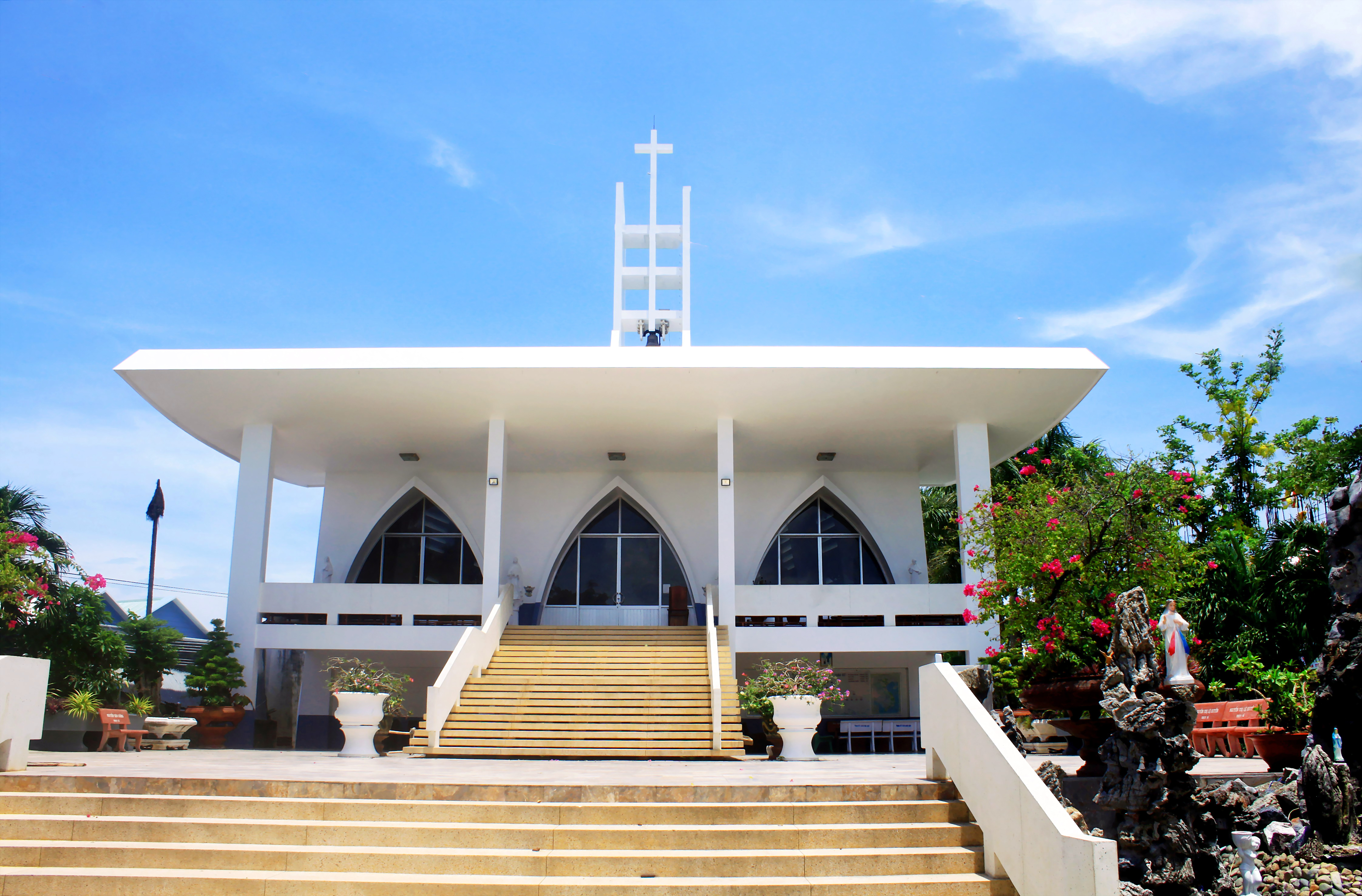
Nhà thờ Công giáo Hà Tiên.
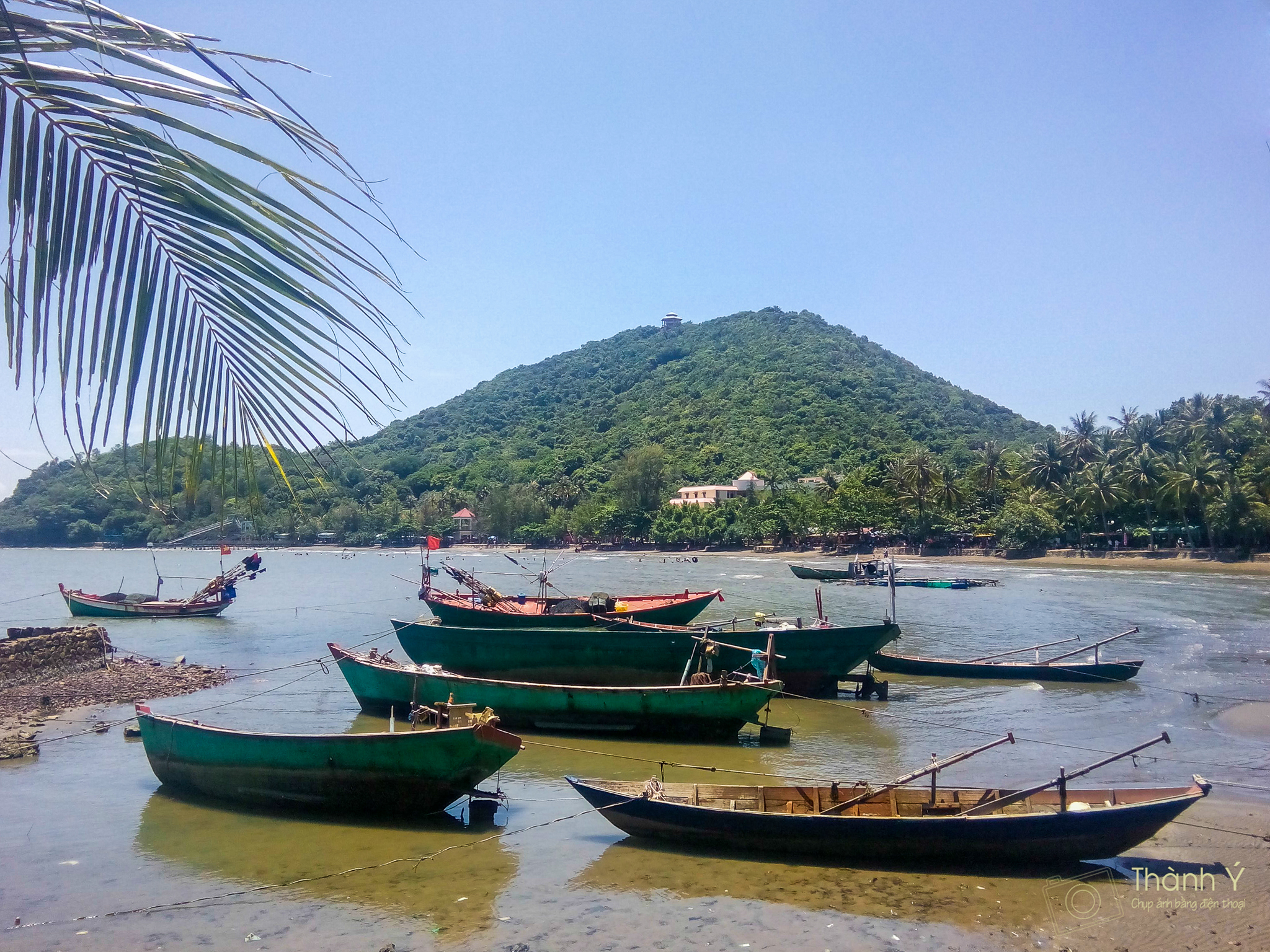
Một góc Mũi Nai - Hà Tiên
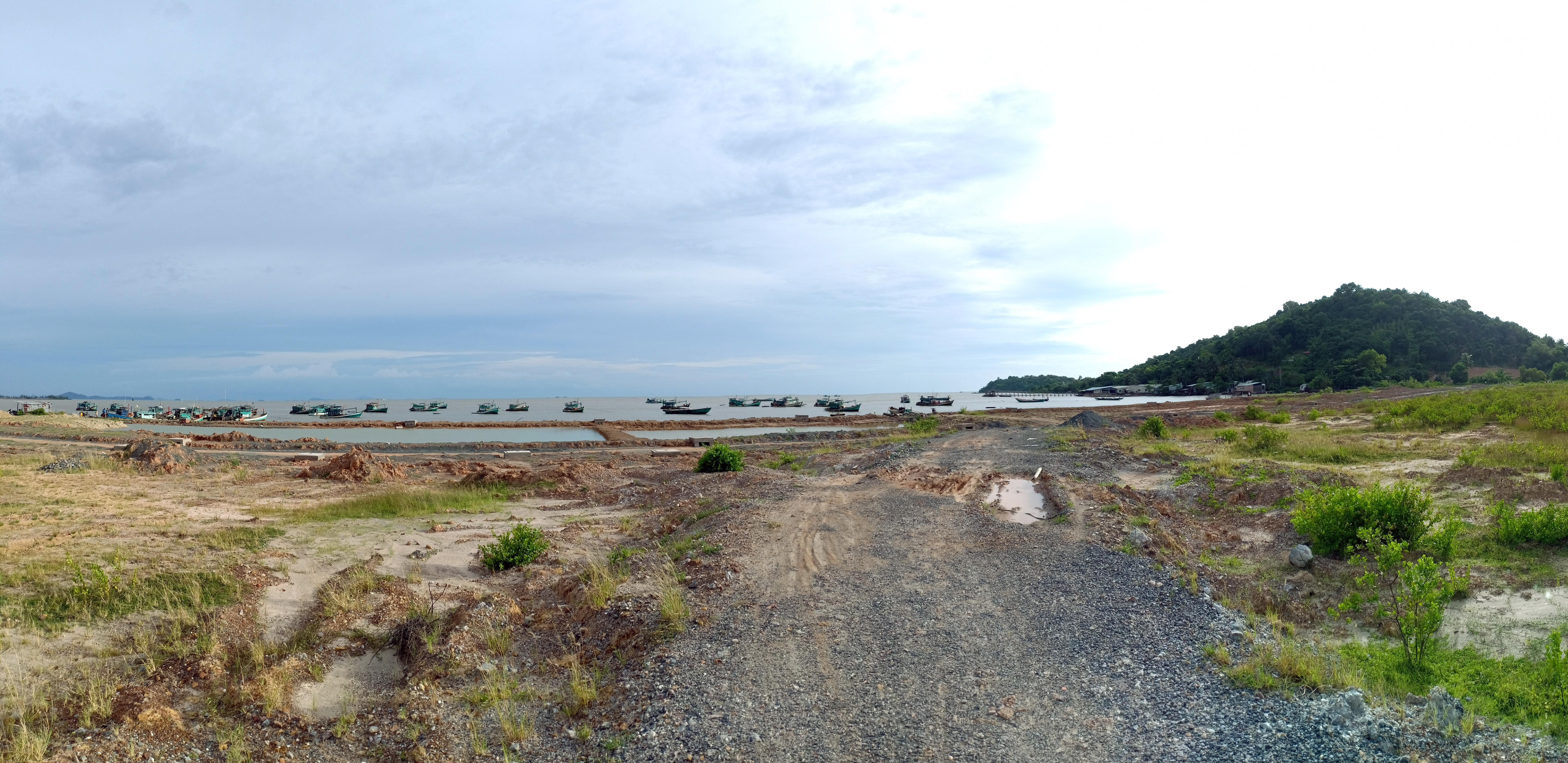
Một góc khu đô thị mới Hà Tiên
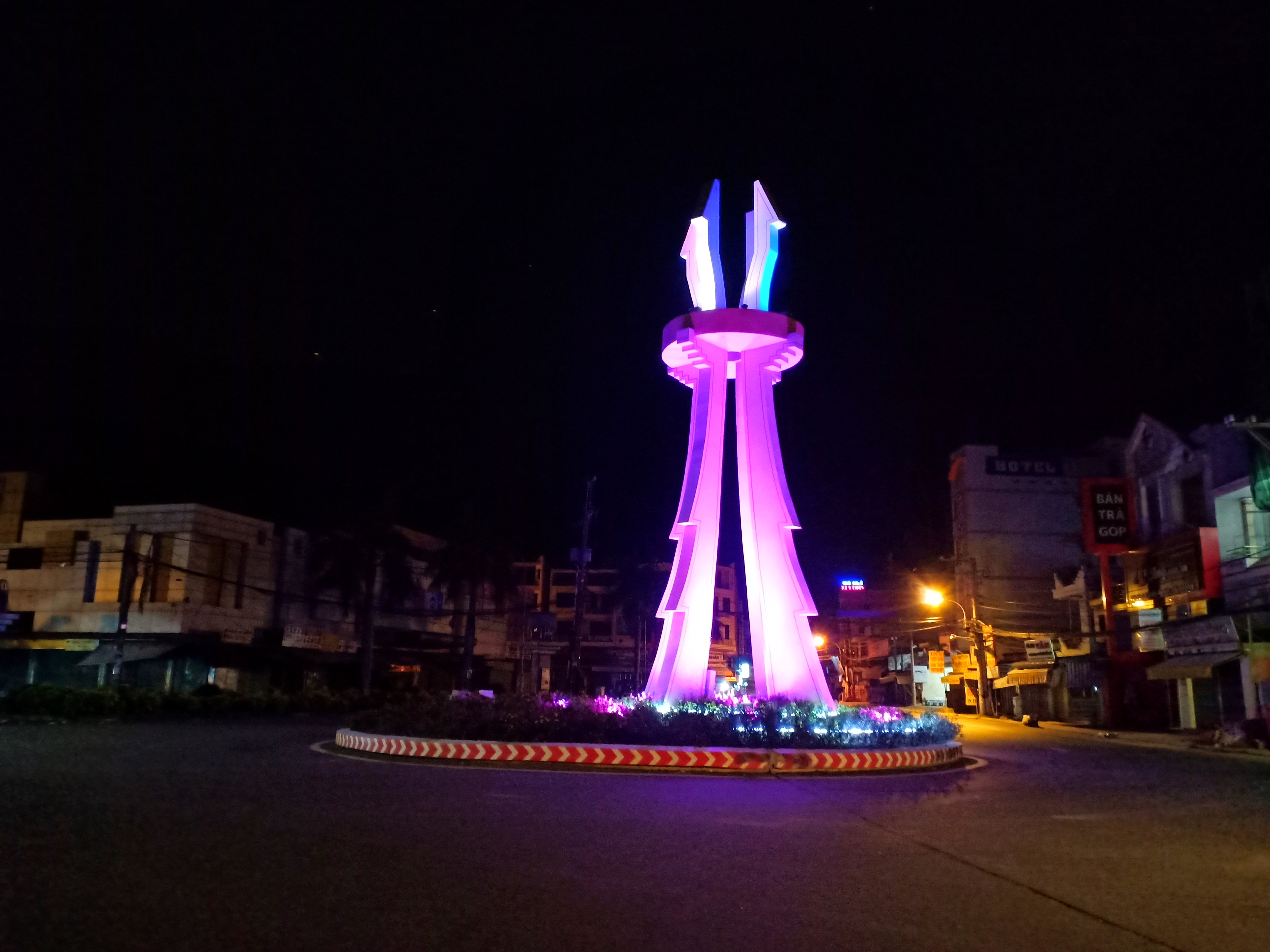
Một góc T.P Hà Tiên về đêm
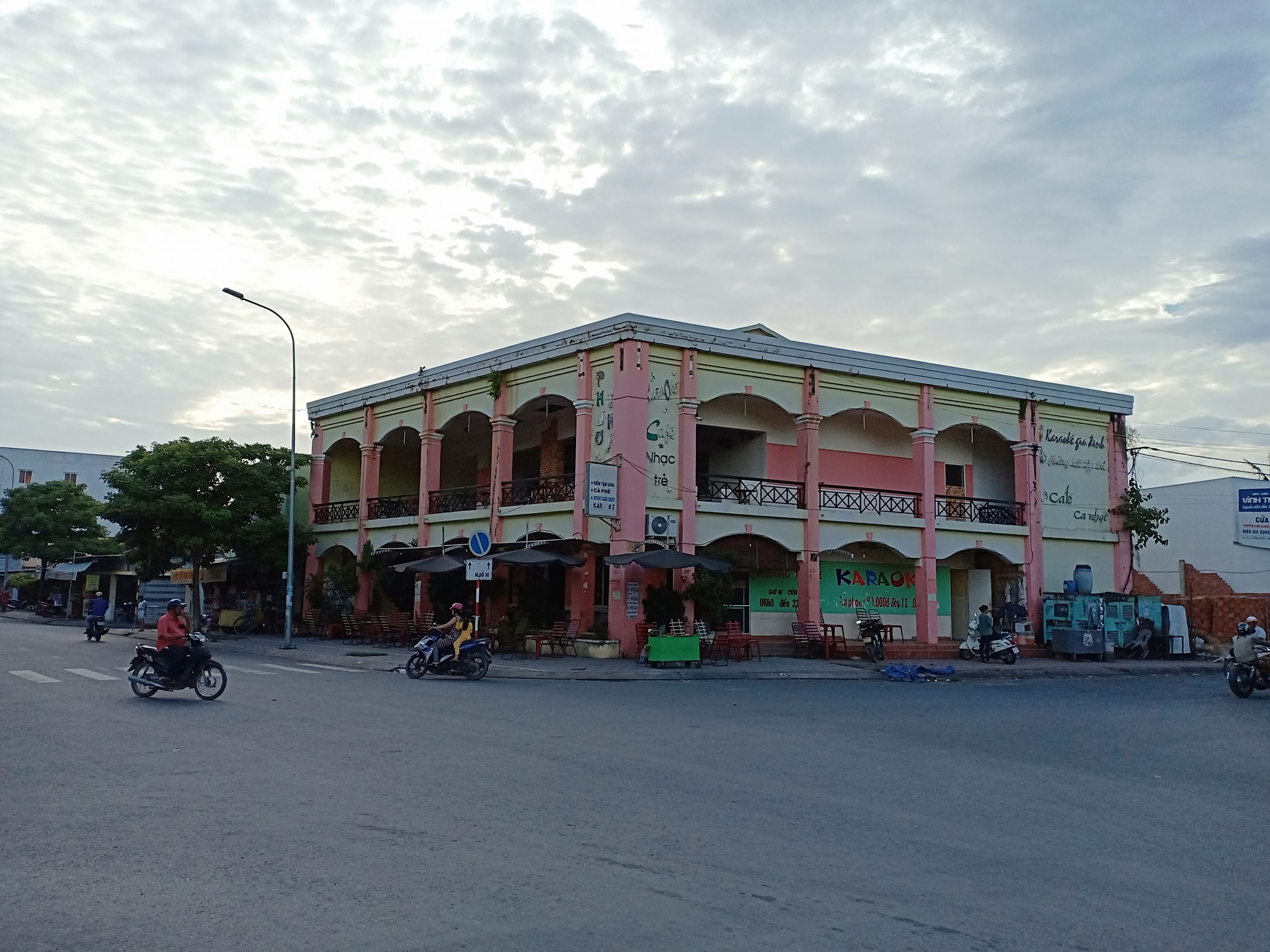
Một góc ngã tư Trần Hầu - Phương Thành